# Liste der Biografien/Coe–Cok
Liste der Biografien |
Portal Biografien |
Personensuche
# |
A |
B |
C |
D |
E |
F |
G |
H |
I |
J |
K |
L |
M |
N |
O |
P |
Q |
R |
S |
T |
U |
V |
W |
X |
Y |
Z |
?
 
Ca |
Cb |
Cc |
Ce |
Ch |
Ci |
Cj |
Ck |
Cl |
Cm |
Cn |
Co |
Cr |
Cs |
Ct |
Cu |
Cv |
Cw |
Cy |
Cz
 
Coa–Cod |
Coe–Cok |
Col |
Com |
Con |
Coo–Coq |
Cor |
Cos |
Cot |
Cou |
Cov |
Cow |
Cox |
Coy |
Coz
Die Liste der Biografien führt alle Personen auf, die in der deutschsprachigen Wikipedia einen Artikel haben. Dieses ist eine Teilliste mit 905 Einträgen von Personen, deren Namen mit den Buchstaben „Coe“ – „Cok“ beginnt.

## Coe–Cok

### Coe
- Coe, Amanda (* 1965), britische Schriftstellerin
- Coe, Ann Burdette, US-amerikanische Tennisspielerin
- Coe, Barry (1934–2019), US-amerikanischer Schauspieler
- Coe, Boyer (* 1946), US-amerikanischer Bodybuilder
- Coe, Dan (1941–1981), rumänischer Fußballspieler
- Coe, David Allan (* 1939), US-amerikanischer Outlaw-Country-MusikerDavid Allan Coe (* 1939)

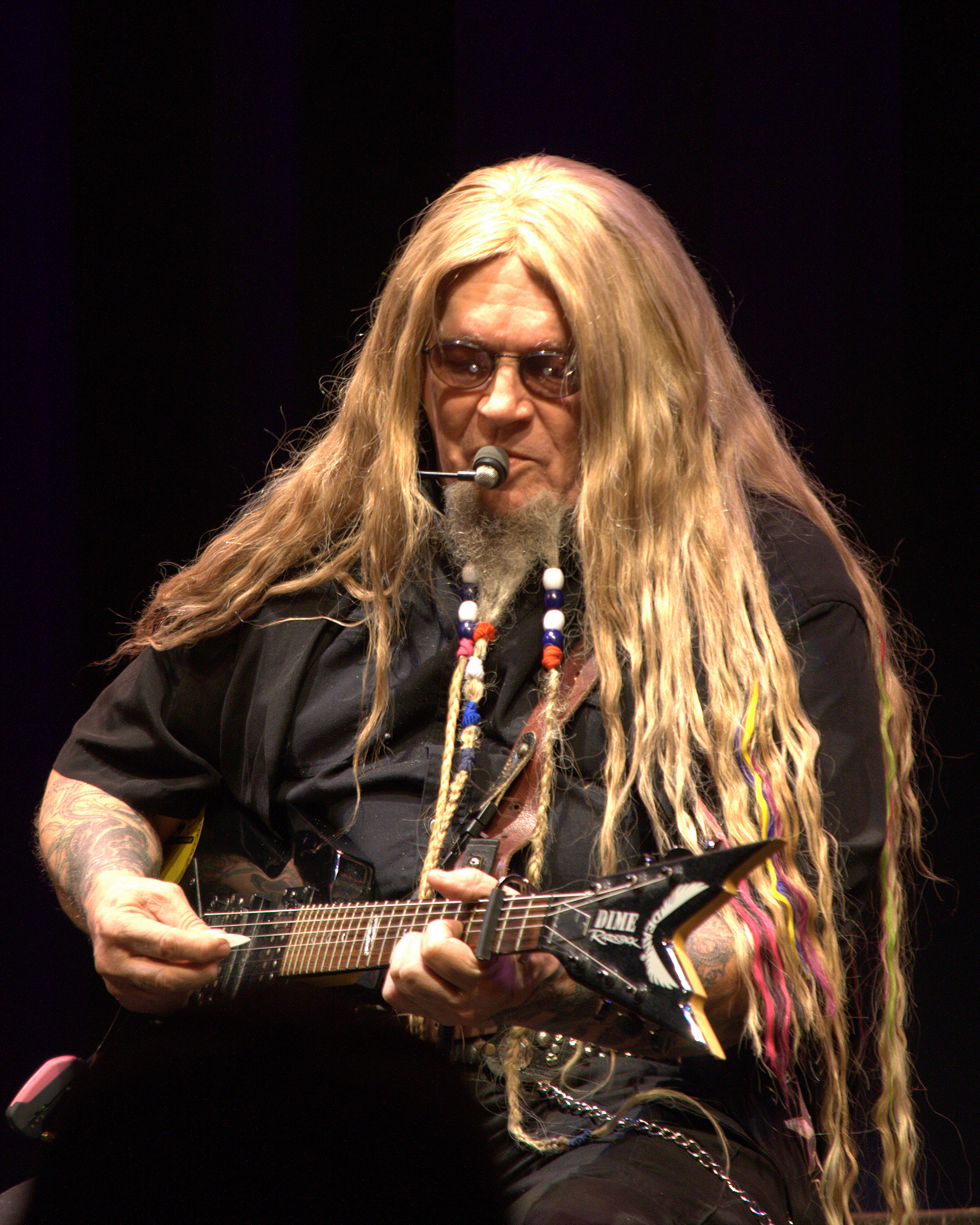
David Allan Coe (* 1939)

- Coe, Fred (1914–1979), US-amerikanischer Film- und Fernsehproduzent, Regisseur, Drehbuchautor
- Coe, George (1811–1869), US-amerikanischer Politiker
- Coe, George (1929–2015), US-amerikanischer Schauspieler und Filmproduzent
- Coe, Isabel (1951–2012), politische Aktivistin der Aborigines
- Coe, Jack (1918–1956), US-amerikanischer Pfingstpastor, Heilungsevangelist
- Coe, Jamie (1935–2007), US-amerikanischer Rock’-n’-Roll-Musiker
- Coe, Jimmy (1921–2004), US-amerikanischer Jazz- und R&B-Musiker
- Coe, Jonathan (* 1961), britischer Schriftsteller
- Coe, Michael D. (1929–2019), US-amerikanischer Anthropologe und Altamerikanist
- Coe, Nathan (* 1984), australischer Fußballspieler
- Coe, Paul (1949–2025), australischer Jurist, Rechtsanwalt, politischer Aktivist der Aborigines
- Coe, Peter (1918–1993), US-amerikanischer Schauspieler
- Coe, Richard Nelson (1923–1987), britischer Romanist und Literaturwissenschaftler
- Coe, Ron (1933–1988), britischer Radrennfahrer
- Coe, Sebastian (* 1956), britischer Mittelstreckenläufer, Politiker und SportfunktionärSebastian Coe (* 1956)

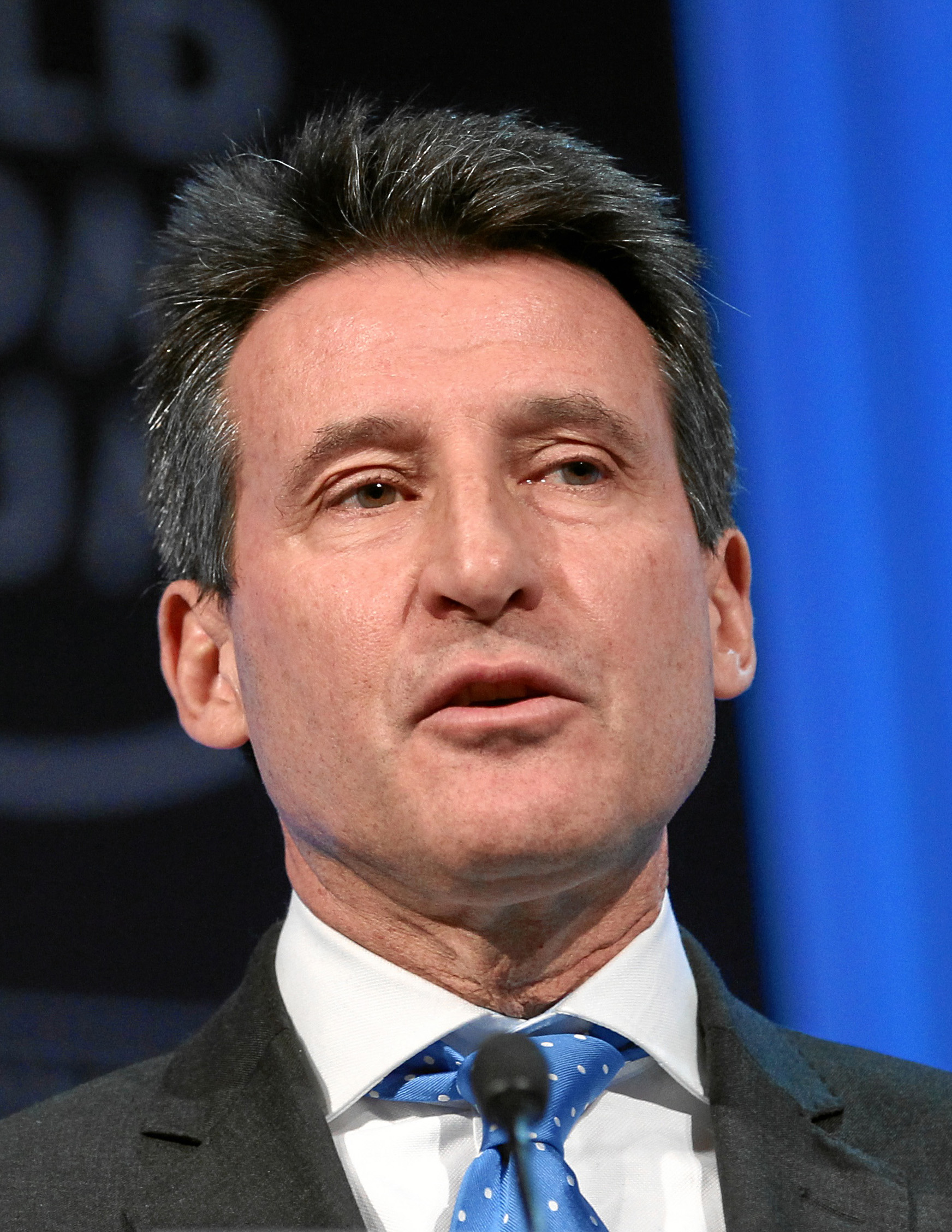
Sebastian Coe (* 1956)

- Coe, Thomas (1873–1942), britischer Wasserballspieler
- Coe, Tony (1934–2023), britischer Jazzmusiker
- Coe, Wesley (1879–1926), US-amerikanischer Kugelstoßer
- Coe, William (1857–1909), samoanisch-amerikanischer Bediensteter der US-Regierung
- Coebel van Loo, Frans († 1532), Landesadvokat der damaligen Grafschaft Holland
- Coeck, Ludo (1955–1985), belgischer Fußballspieler
- Coecke van Aelst, Pieter (1502–1550), flämischer Maler
- Coeckelberghe-Dützele, Gerhard Robert Walter von (1786–1857), österreichischer Beamter und Schriftsteller
- Cœdès, George (1886–1969), französischer Historiker, Archäologe, Epigraphiker und Südostasien-Forscher
- Coeff, Alexandre (* 1992), französisch-algerischer Fußballspieler
- Coëffeteau, Nicolas (1574–1623), französischer Dominikaner, Theologe und Bischof
- Coeffic, Jonathan (* 1981), französischer Ruderer
- Coëffier de Ruzé, Antoine (1582–1632), französischer Aristokrat, Militär und Politiker
- Coehn, Alfred (1863–1938), deutscher Physiker und Chemiker
- Coehoorn, Menno van (1641–1704), niederländischer General der Artillerie und Festungsexperte
- Coehorst, Leo (* 1938), niederländischer Radrennfahrer
- Coel, Michaela (* 1987), britische Poetin, Drehbuchautorin und SchauspielerinMichaela Coel (* 1987)

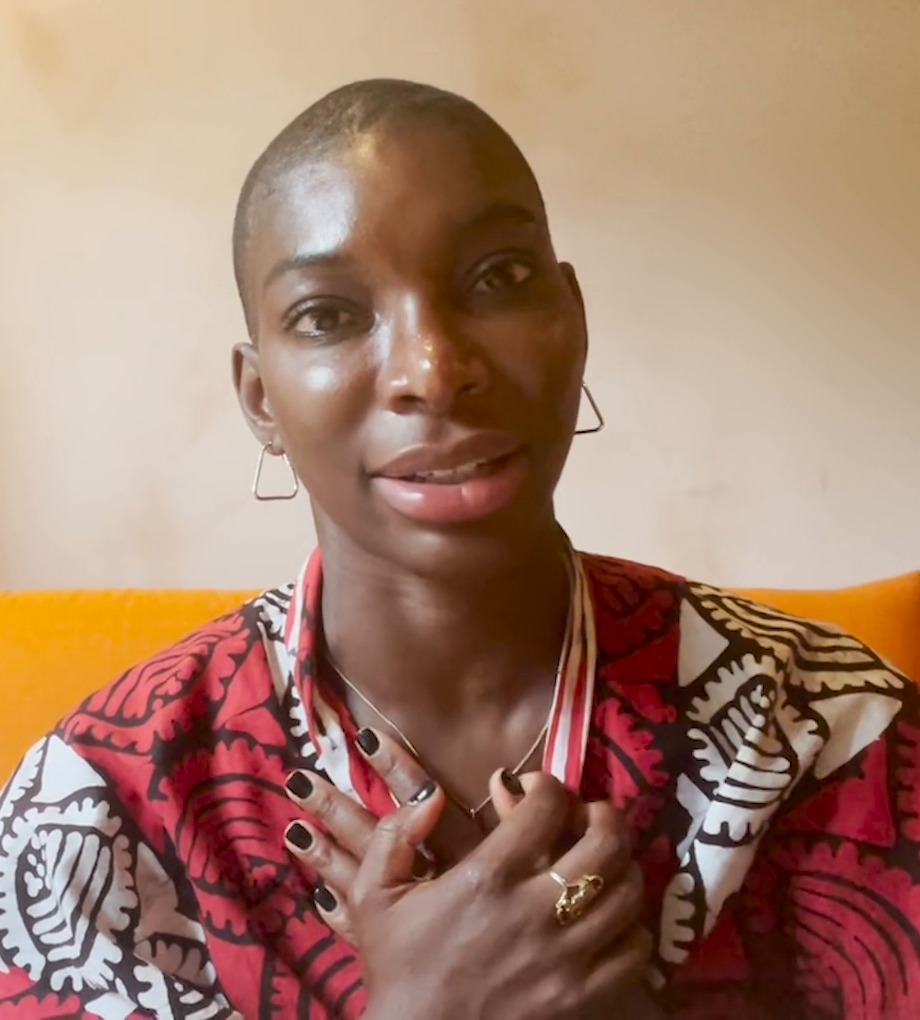
Michaela Coel (* 1987)

- Coelde, Dietrich († 1515), niederländischer Prediger und Schriftsteller
- Coelenbier, Jan (* 1610), niederländischer Maler des goldenen Zeitalters der Niederlande
- Coeler, Joachim (1891–1955), deutscher General der Flieger im Zweiten Weltkrieg
- Coeler, Robert (1863–1904), deutscher Verwaltungsjurist und Landrat
- Coelestin I. († 432), Papst (422–432)
- Coelestin II., Papstelekt
- Coelestin II. († 1144), Papst (1143–1144)
- Coelestin III. († 1198), Papst
- Coelestin IV. († 1241), Papst im Jahre 1241
- Coelestin V. († 1296), Papst im Jahre 1294Coelestin V. († 1296)

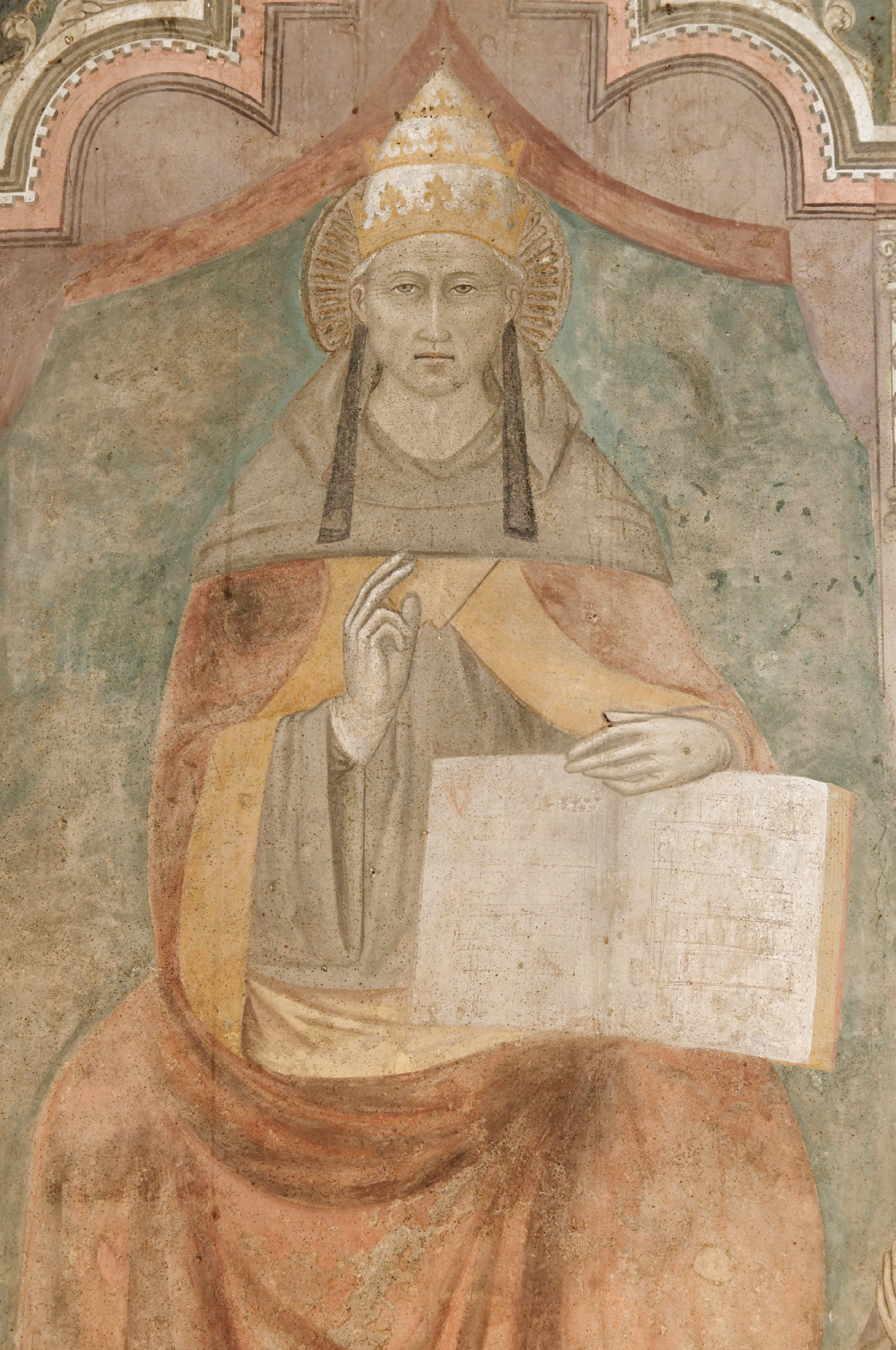
Coelestin V. († 1296)

- Coelestin von Sternbach, Heinrich († 1679), deutscher Rechtsgelehrter
- Coelestin, Georg (1525–1579), deutscher lutherischer Theologe und Geistlicher
- Coelestin, Johann Friedrich († 1578), deutscher lutherischer Geistlicher und Theologe
- Coelho da Silva, Avelino (* 1963), osttimoresischer Politiker
- Coelho do Amaral, José Rodrigues (1808–1873), portugiesischer Offizier, Kolonialadministrator und Politiker
- Coelho Mollo, Dimitri (* 1987), italienisch-brasilianischer Wissenschaftsphilosoph in Umeå
- Coelho Neto, Henrique Maximiano (1864–1934), brasilianischer Schriftsteller
- Coelho Neto, Marcos (1763–1823), brasilianischer Komponist
- Coelho Neto, Rosemar (* 1977), brasilianische Sprinterin
- Coelho Netto, José Antônio (1881–1961), brasilianischer Generalmajor
- Coelho Vieira, André, portugiesischer Gouverneur von Portugiesisch-Timor
- Coelho, Andrew (* 1987), australischer Tennisspieler
- Coelho, António de Albuquerque (1682–1745), portugiesischer Kolonialverwalter
- Coelho, Armindo Lopes (1931–2010), portugiesischer Geistlicher, Bischof von Porto
- Coelho, Arnaldo Cézar (* 1943), brasilianischer Fußballschiedsrichter
- Coelho, Benjamin, brasilianischer Fagottist und Musikpädagoge
- Coelho, Carlos (* 1960), portugiesischer Politiker und MdEP für Portugal
- Coelho, Danina, osttimoresische Medizinerin
- Coelho, Danival Milagres (* 1976), brasilianischer römisch-katholischer Geistlicher, Weihbischof in Goiânia
- Coelho, Eduardo (1835–1889), portugiesischer Schriftsetzer und Journalist
- Coelho, Eduardo Filipe (* 1974), portugiesischer Handballspieler
- Coelho, Elzo (* 1961), brasilianischer Fußballspieler und heutiger Fernsehkommentator
- Coelho, Francisco Adolfo (1847–1919), portugiesischer Reformpädagoge, Volkskundler, Romanist, Lusitanist und Kreolist
- Coelho, Gonçalo, portugiesischer Seefahrer und Entdecker
- Coelho, Guillaume (* 1986), französischer Fußballspieler
- Coelho, Hernâni (* 1964), osttimoresischer Politiker
- Coelho, Humberto (* 1950), portugiesischer Fußballspieler und -trainer
- Coelho, Irina (* 1981), portugiesische Radrennfahrerin
- Coelho, Isílio, osttimoresischer Diplomat
- Coelho, Jacinto do Prado (1920–1984), portugiesischer Romanist, Lusitanist und Literaturwissenschaftler
- Coelho, Jackson Avelino (* 1986), brasilianischer FußballspielerJackson Avelino Coelho (* 1986)

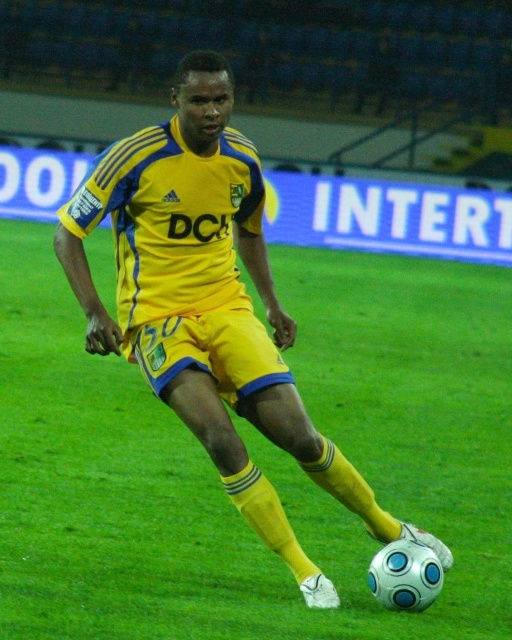
Jackson Avelino Coelho (* 1986)

- Coelho, João (* 1999), portugiesischer Sprinter
- Coelho, João Paulo Borges (* 1955), mosambikanischer Schriftsteller und Historiker
- Coelho, João Pinto (* 1967), portugiesischer Schriftsteller und Holocaustforscher
- Coelho, José Trindade (1861–1908), portugiesischer Autor und Jurist
- Coelho, Lucas (* 1994), brasilianischer Fußballspieler
- Coelho, Luísa (* 1954), portugiesische Sprachwissenschaftlerin und Schriftstellerin
- Coelho, Manuel Maria (1857–1943), Premierminister von Portugal
- Coelho, Manuel Rodrigues, portugiesischer Komponist und Organist
- Coelho, Maria do Socorro Gomes (* 1950), brasilianische Politikerin
- Coelho, Moisés Ferreira (1877–1959), brasilianischer Geistlicher, römisch-katholischer Erzbischof von Paraíba
- Coelho, Nicolao († 1504), portugiesischer Seefahrer und Entdecker
- Coelho, Nuno André (* 1986), portugiesischer Fußballspieler
- Coelho, Paulo (* 1947), brasilianischer Schriftsteller und BestsellerautorPaulo Coelho (* 1947)

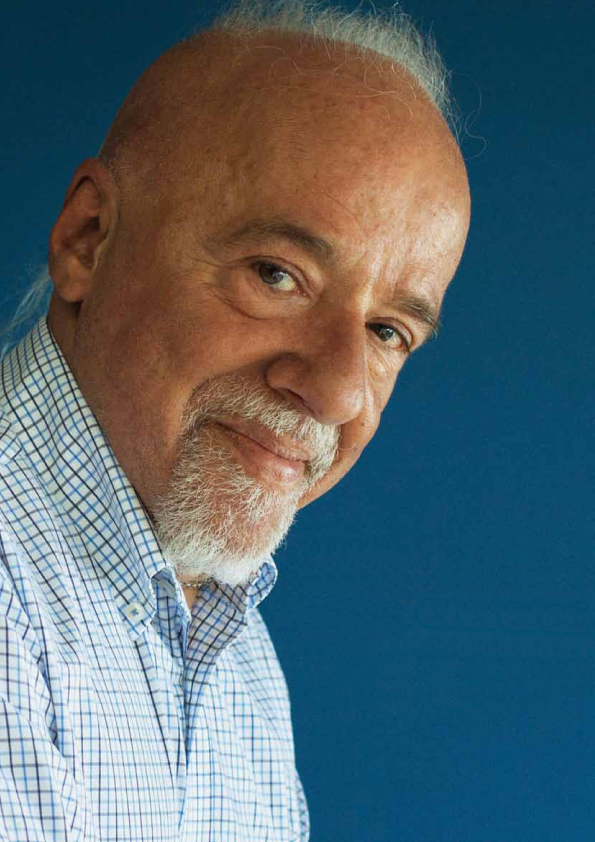
Paulo Coelho (* 1947)

- Coelho, Pedro Passos (* 1964), portugiesischer Manager und Politiker
- Coelho, Rafael (* 1988), syrisch-brasilianischer Fußballspieler
- Coelho, Ruy (1889–1986), portugiesischer Komponist und Pianist
- Coelho, Spencer (* 1947), brasilianischer Fußballspieler
- Coelho, Susie (* 1953), US-amerikanische Fernsehmoderatorin, Autorin, Filmschauspielerin und Model
- Coelho, Tadeu, brasilianischer Flötist und Musikpädagoge
- Coelho, Tony (* 1942), US-amerikanischer Politiker
- Coelho, Ygor (* 1996), brasilianischer Badmintonspieler
- Coelia Concordia († 406), letzte Vestalin
- Coelius Antipater, Lucius, römischer Jurist und Historiker
- Coelius Apollinaris, Publius, römischer Konsul 169
- Coelius Apollinaris, Publius, römischer Suffektkonsul (111)
- Coelius Balbinus, Publius, römischer Konsul 137
- Coelius Caldus, Gaius, römischer Politiker, Konsul 94 v. Chr.
- Coelius Festus, Lucius, römischer Suffektkonsul (148)
- Coelius Honoratus, Marcus, römischer Offizier (Kaiserzeit)
- Coelius Montanus, Gaius, römischer Offizier (Kaiserzeit)
- Coelius Rufus, Lucius, Konsul 119
- Coelln, Christian von (* 1967), deutscher Jurist und Hochschullehrer
- Coelln, Daniel Georg Konrad von (1788–1833), deutscher evangelischer Theologe
- Coelln, Esther-Maria von (1911–1997), deutsche Regierungsbeamtin und Politikerin (CDU)
- Coelln, Hermann von (1926–1998), deutscher Bibliothekar
- Coello Calvo, Alejandro (* 1989), spanischer Perkussionist, Komponist, Pianist und Arrangeur
- Coello, Antonio (1611–1652), spanischer Schriftsteller
- Coello, Arturo (* 2002), spanischer PadelspielerArturo Coello (* 2002)

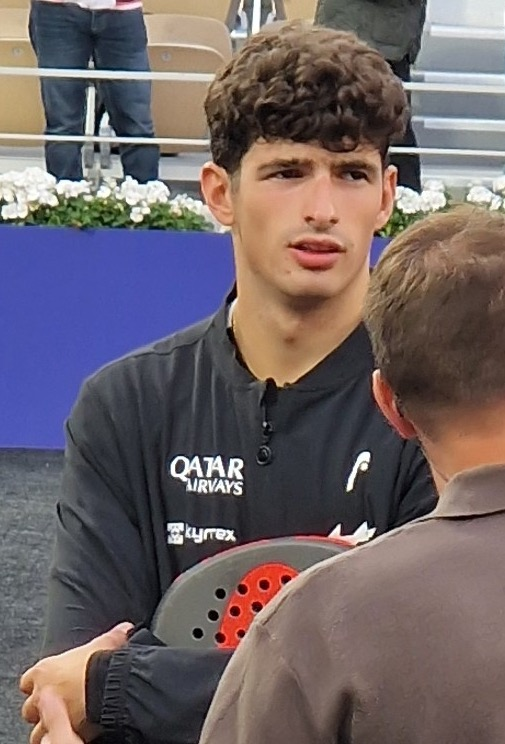
Arturo Coello (* 2002)

- Coello, Augusto Constancio (1882–1941), honduranischer Schriftsteller
- Coello, Claudio (1642–1693), spanischer Maler
- Coello, Óscar (* 1947), peruanischer Poet, Professor und Literaturkritiker
- Coeln, Peter (* 1954), österreichischer Fotograf, Sammler, Kurator und Galerist
- Coeln, Victoria (* 1962), österreichische Künstlerin
- Coelner de Vanckel, Matthias († 1506), deutscher Geistlicher, Dominikaner, Prior und Inquisitor
- Coelo, Issa Serge (* 1967), tschadischer Filmregisseur
- Coels von der Brügghen, Franz (1858–1945), preußischer Beamter
- Coels von der Brügghen, Friedrich Joseph (1784–1856), preußischer Landrat und Polizeidirektor von Aachen
- Coelsch-Foisner, Sabine (* 1960), österreichische Anglistin und Literaturwissenschaftlerin
- Coely (* 1994), belgische Hip-Hop-Künstlerin und Rapperin
- Coëme, Guy (* 1946), belgischer Politiker und Bürgermeister
- Coen, Alin (* 1982), deutsche Sängerin
- Coen, Amrai (* 1986), deutsch-mexikanische Journalistin
- Coen, Arnaldo (* 1940), mexikanischer Maler, Bildhauer, Illustrator und Bühnenbildner
- Coen, Enrico (* 1957), britischer Genetiker und Botaniker
- Coen, Ethan (* 1957), US-amerikanischer Filmregisseur, Drehbuchautor, Filmproduzent und Filmeditor
- Coen, Franklin (1912–1990), US-amerikanischer Drehbuchautor
- Coen, Jan Pieterszoon (1587–1629), Generalgouverneur der niederländischen Ostindien-KompanieJan Pieterszoon Coen (1587–1629)

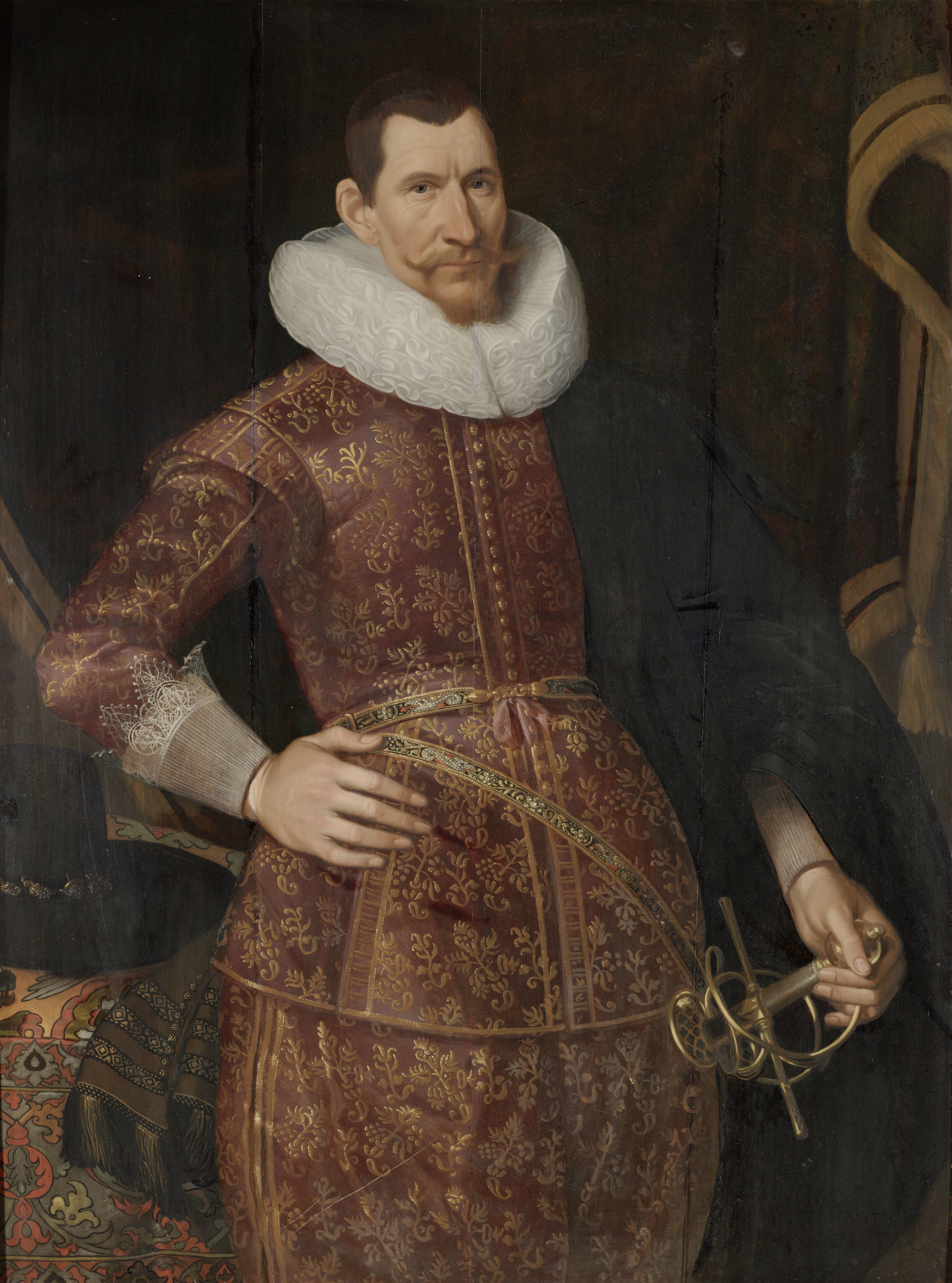
Jan Pieterszoon Coen (1587–1629)

- Coen, Joel (* 1954), US-amerikanischer Filmregisseur, Drehbuchautor, Filmproduzent und Filmeditor
- Coenders, Fabienne (* 1992), niederländische Volleyballspielerin
- Coenders, Hermann (* 1874), deutscher Reichsgerichtsrat
- Coene, Constantinus Fidelio (1779–1841), belgischer Historien- und Genremaler sowie Radierer und Lithograf
- Coene, Dominique (* 1982), belgischer Tennisspieler
- Coene, Eline (* 1964), niederländische Badmintonspielerin
- Coene, Jacob, mittelalterlicher Buchmaler
- Coene, Jean (* 1938), belgischer Diplomat
- Coene, Luc (1947–2017), belgischer Politiker und Vizegouverneur der Nationalbank
- Coenen, Adriaen (1514–1587), holländischer Fischhändler mit Interesse an Biologie
- Coenen, Aleidus (1877–1962), niederländischer Komponist
- Coenen, Andreas (* 1974), deutscher Kommunalpolitiker (CDU) und Landrat des Kreises Viersen
- Coenen, Clemens (* 1978), deutscher Triathlet
- Coenen, Ernst (1906–1996), deutscher Diplomat und Industriemanager
- Coenen, Franz (1885–1939), deutscher römisch-katholischer Geistlicher und Märtyrer
- Coenen, Hans (1930–2003), deutscher Fußballspieler
- Coenen, Jo (* 1949), niederländischer Architekt, Stadtplaner und Hochschullehrer
- Coenen, Johan (* 1979), belgischer Radrennfahrer
- Coenen, Josef (1885–1965), deutscher Schauspieler, Regisseur und Filmarchitekt
- Coenen, Klaus (* 1941), deutscher Brigadegeneral der Bundeswehr
- Coenen, Marloes (* 1981), niederländische MMA-Kämpferin
- Coenen, Nathan (* 1992), australischer Schauspieler
- Coenen, Otto (1907–1971), deutscher Maler, Graphiker und Zeichner
- Coenen, Reinhold (1941–2011), niedersächsischer Politiker (CDU), MdL
- Coenen, Sjeng (1915–1944), niederländischer Widerstandskämpfer im Zweiten Weltkrieg
- Coenen, Wilhelm Meinhard (1688–1754), Bürgermeister von Elberfeld
- Coenen-Marx, Cornelia (* 1952), deutsche evangelische Theologin, Pastorin und Publizistin
- Coenenberg, Adolf G. (1938–2024), deutscher Ökonom, Steuerberater und emeritierter Hochschullehrer (Universität Augsburg)
- Coenradie, Ingrid (* 1987), niederländische Unternehmerin und Politikerin
- Coentrão, Fábio (* 1988), portugiesischer Fußballspieler
- Coerdt, Andreas (1916–2006), deutscher Offizier, Generalmajor der Bundeswehr
- Coerne, Louis Adolphe (1870–1922), US-amerikanischer Komponist
- Coerper, Andreas (* 1955), deutscher DokumentarfilmerAndreas Coerper (* 1955)

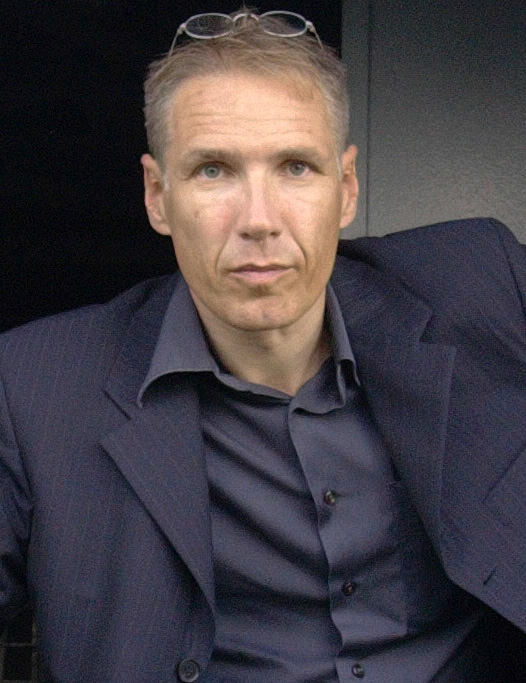
Andreas Coerper (* 1955)

- Coerper, Armin (* 1972), deutscher Journalist
- Coerper, Carl (1886–1960), deutscher Mediziner und Rasse- und Sozialhygieniker
- Coerper, Carl von (1854–1942), deutscher Admiral
- Coerper, Heinrich (1863–1936), deutscher Pfarrer, Gründer und Leiter der Liebenzeller Mission in Bad Liebenzell, Schwarzwald
- Coerr, Eleanor (1922–2010), US-amerikanisch-kanadische Schriftstellerin und Illustratorin
- Coers, Albert (* 1975), deutscher bildender Künstlerin, Kuratur
- Coers, Joachim (* 1965), deutscher Manager
- Coers, Walther (* 1900), deutscher Volkswirt
- Coersmeier, Ulrich (* 1941), deutscher Architekt
- Coertse, Mimi (* 1932), südafrikanische Opernsängerin (Sopran) und österreichische Kammersängerin
- Coerver, Robert Milner (* 1954), US-amerikanischer Geistlicher, römisch-katholischer Bischof von Lubbock
- Coerver, Wiel (1924–2011), niederländischer Fußballspieler und -trainer
- Coes, Loring junior (1915–1978), US-amerikanischer Chemiker
- Coesens, Anne (* 1968), belgische Filmschauspielerin
- Coesfeld, Bernhard von († 1301), deutscher Kaufmann, Ratsherr und Bürgermeister von Lübeck
- Coesfeld, Josef (1914–1989), deutscher Maskenbildner, Sänger und Filmschauspieler
- Coëssin de la Fosse, Charles-Alexandre (1829–1910), französischer Genremaler
- Coester, Elisabeth (1900–1941), deutsche expressionistische Glasmalerin und Paramentikerin
- Coester, Friedrich (1847–1927), deutscher Verwaltungsjurist und Richter
- Coester, Fritz (* 1893), deutscher Verwaltungsjurist und Landrat
- Coester, Fritz (1921–2020), deutsch-US-amerikanischer Physiker
- Coester, Ludwig Carl Emil (1787–1853), Politiker der Freien Stadt Frankfurt
- Coester, Michael (* 1942), deutscher Rechtswissenschaftler und Hochschullehrer
- Coester, Oskar (1886–1955), deutscher Maler und Grafiker
- Coester, Otto (1833–1898), deutscher Jurist und Politiker
- Coester, Otto (1902–1990), deutscher Grafiker, Professor für Freie Grafik
- Coester, Robert (1882–1931), preußischer Verwaltungsjurist und Landrat
- Coester-Waltjen, Dagmar (* 1945), deutsche Rechtswissenschaftlerin
- Coëtivy, Alain de (1407–1474), französischer Adliger; Bischof von Avignon, Kardinal von Avignon
- Coëtivy, Olivier de (1418–1480), Herr von Taillebourg und französischer Militär
- Coëtlogon, Alain Emmanuel de († 1730), französischer Aristokrat und Seeoffizier
- Coëtlogon-Méjusseaume, Louis-Marcel de († 1707), französischer Geistlicher
- Coëtlosquet, Jean-Gilles du (1700–1784), französischer Bischof
- Coetsee, Hendrik Jacobus (1931–2000), südafrikanischer Politiker
- Coetser, Werner (* 1988), südafrikanischer Schauspieler
- Coetzee, Basil (1944–1998), südafrikanischer Jazzmusiker
- Coetzee, Chenoult Lionel (* 1997), namibischer Weitspringer
- Coetzee, Christo (1929–2000), südafrikanischer Künstler
- Coetzee, Dirk (1945–2013), südafrikanischer Polizeioffizier während der Apartheid
- Coetzee, Drikus (* 1993), namibischer Straßenradrennfahrer und Triathlet
- Coetzee, Gerald (* 2000), südafrikanischer Cricketspieler
- Coetzee, Gerrie (1955–2023), südafrikanischer Schwergewichtsboxer und WBA-Weltmeister
- Coetzee, Hannes (* 1944), südafrikanischer Gitarrist
- Coetzee, J. M. (* 1940), südafrikanisch-australischer SchriftstellerJ. M. Coetzee (* 1940)

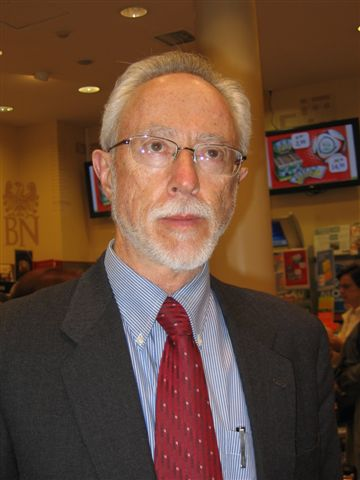
J. M. Coetzee (* 1940)

- Coetzee, Jeff (* 1977), südafrikanischer Tennisspieler
- Coetzee, Miranda (* 1997), südafrikanische Sprinterin
- Coetzer, Amanda (* 1971), südafrikanische Tennisspielerin
- Cœur de Pirate (* 1989), kanadische Singer-Songwriterin
- Cœur, Jacques (1395–1456), französischer Kaufmann und Geldgeber (Finanzier) der Krone
- Coeurdevey, Edouard (1882–1955), französischer Lehrer und Tagebuchschreiber
- Cœuré, Benoît (* 1969), französischer Ökonom
- Coeverincx, Gijsbertus († 1613), niederländischer römisch-katholischer Bischof von Deventer
- Coez (* 1983), italienischer Rapper

### Cof
- Cofer, Grady (* 1971), US-amerikanischer Spezialeffektkünstler
- Coffa, Mariannina (1841–1878), italienische Dichterin
- Coffa, Marina (1951–2011), italienische Schauspielerin
- Coffani, Vincenzo (1892–1936), italienischer Autorennfahrer
- Coffee, Claire (* 1980), US-amerikanische SchauspielerinClaire Coffee (* 1980)

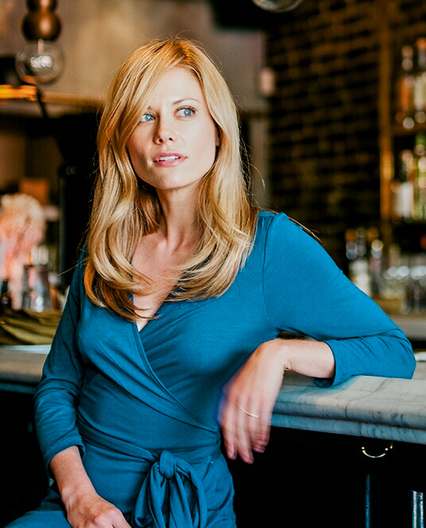
Claire Coffee (* 1980)

- Coffee, Harry B. (1890–1972), US-amerikanischer Politiker
- Coffee, John E. (1782–1836), General und Kongressabgeordneter von Georgia
- Coffee, John M. (1897–1983), US-amerikanischer Politiker
- Coffee, John R. (1772–1833), US-amerikanischer General, Landvermesser und Pflanzer
- Coffee, Lenore J. (1896–1984), US-amerikanische Drehbuchautorin
- Coffeen, Henry Asa (1841–1912), US-amerikanischer Politiker
- Cofferati, Sergio (* 1948), italienischer Politiker (Partito Democratico), MdEP
- Coffermans, Marcellus († 1581), flämischer Maler
- Coffey, Aeneas (1780–1852), irischer Ingenieur
- Coffey, Ann (* 1946), britische Politikerin, Abgeordnete im britischen Unterhaus für Stockport
- Coffey, Ashley (* 1993), englischer Fußballspieler
- Coffey, Calvin (* 1951), US-amerikanischer Ruderer
- Coffey, David (* 1941), britischer Geistlicher, Präsident des Baptistischen Weltbundes
- Coffey, Dennis (* 1940), US-amerikanischer Studio-Gitarrist
- Coffey, Jeremiah (1933–2014), irischer Geistlicher, römisch-katholischer Bischof von Sale
- Coffey, Joe (* 1988), schottischer Wrestler
- Coffey, Joseph (* 1960), US-amerikanischer Geistlicher, römisch-katholischer Weihbischof im US-amerikanischen Militärordinariat
- Coffey, Mark (* 1990), schottischer Wrestler
- Coffey, Olivia (* 1989), US-amerikanische Ruderin
- Coffey, Paudie (* 1969), irischer Politiker
- Coffey, Paul (* 1961), kanadischer EishockeyspielerPaul Coffey (* 1961)

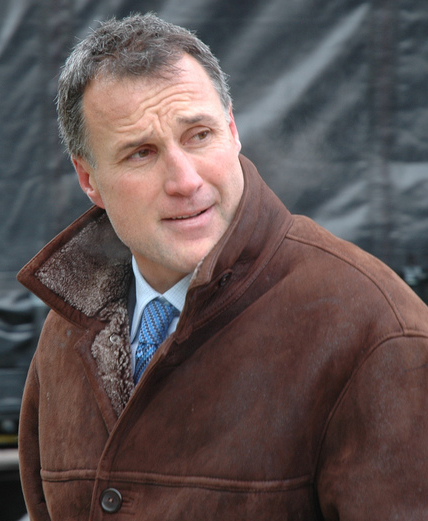
Paul Coffey (* 1961)

- Coffey, Robert L. (1918–1949), US-amerikanischer Offizier und Politiker
- Coffey, Shane (* 1987), US-amerikanischer Schauspieler
- Coffey, Tamati (* 1979), neuseeländischer Politiker und ehemaliger Fernsehmoderator
- Coffey, Thérèse (* 1971), britische Politikerin (Konservative Partei)
- Coffey, Willie (* 1958), schottischer Politiker
- Coffi Gadeau, Germain (1913–2000), afrikanischer Schriftsteller
- Coffield, Peter (1945–1983), US-amerikanischer Schauspieler
- Coffin, Alice (* 1978), französische Journalistin, lesbische Feministin und Politikerin
- Coffin, Amory (1813–1884), amerikanischer Mediziner und Arzt
- Coffin, C. Hayden (1862–1935), britischer Schauspieler und Sänger
- Coffin, Charles D. (1805–1880), US-amerikanischer Politiker (Whig Party)
- Coffin, Charles Edward (1841–1912), US-amerikanischer Politiker
- Coffin, Clifford (1913–1972), US-amerikanischer Fotograf
- Coffin, Edmund (* 1955), US-amerikanischer Vielseitigkeitsreiter
- Coffin, Elizabeth (1850–1930), US-amerikanische Künstlerin, Pädagogin und Philanthropin
- Coffin, Frank M. (1919–2009), US-amerikanischer Jurist und Politiker
- Coffin, Frederick (1943–2003), US-amerikanischer Schauspieler
- Coffin, Howard A. (1877–1956), US-amerikanischer Politiker
- Coffin, John Huntington Crane (1815–1890), US-amerikanischer Mathematiker, Astronom und Marineoffizier
- Coffin, Levi (1798–1877), US-amerikanischer Quäker, Abolitionist und Geschäftsmann
- Coffin, Marck (* 1991), österreichischer Basketballspieler
- Coffin, Marian Cruger (1876–1957), US-amerikanische Landschaftsarchitektin
- Coffin, Mike (* 1970), US-amerikanisch-österreichischer BasketballtrainerMike Coffin (* 1970)

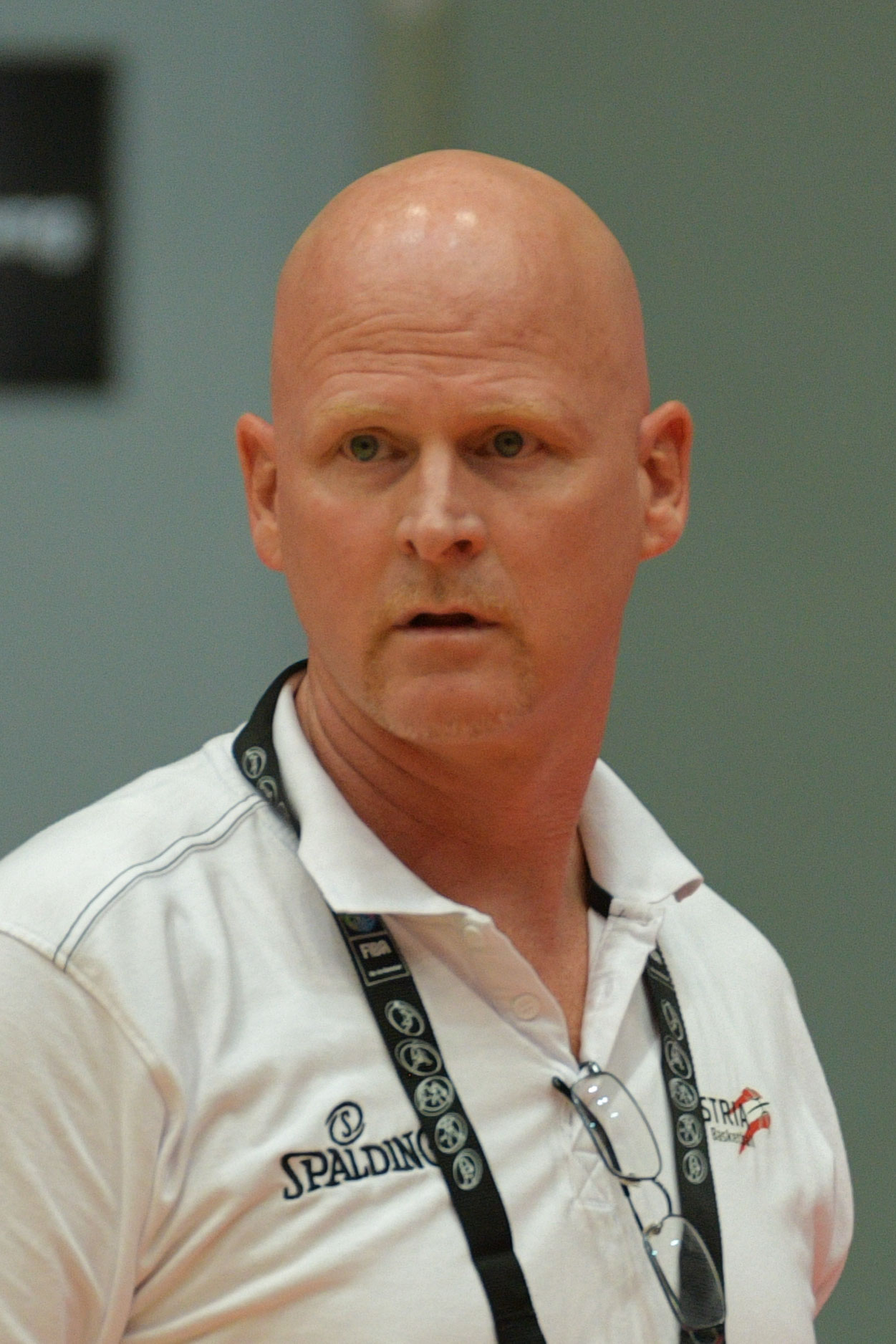
Mike Coffin (* 1970)

- Coffin, Owen Vincent (1836–1921), Anwalt, Politiker und Gouverneur von Connecticut
- Coffin, Peleg (1756–1805), US-amerikanischer Politiker
- Coffin, Pierre (* 1967), französischer Animator, Synchronsprecher und FilmregisseurPierre Coffin (* 1967)

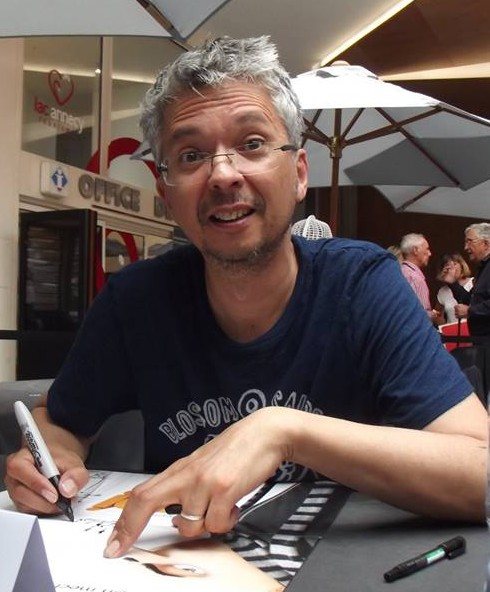
Pierre Coffin (* 1967)

- Coffin, Robert P. T. (1892–1955), US-amerikanischer Lyriker
- Coffin, Roy (1898–1982), US-amerikanischer Hockeyspieler
- Coffin, Stewart, US-amerikanischer Spieleerfinder
- Coffin, Thomas C. (1887–1934), US-amerikanischer Politiker
- Coffin, William Sloane (1924–2006), US-amerikanischer protestantischer Kirchenvertreter und Friedensaktivist
- Coffinhal, Jean-Baptiste (1762–1794), französischer Anwalt und Richter des Revolutionstribunals
- Coffman, Bobby (* 1951), US-amerikanischer Zehnkämpfer
- Coffman, Chase (* 1986), US-amerikanischer Footballspieler
- Coffman, Clyde (1911–2001), US-amerikanischer Zehnkämpfer
- Coffman, Edward M. (1929–2020), US-amerikanischer Militärhistoriker
- Coffman, Mike (* 1955), amerikanischer Politiker der Republikanischen Partei
- Coffman, Robert L., Immunologe
- Coffman, Virginia (1914–2005), US-amerikanische Schriftstellerin
- Coffre, Alexandre (* 1973), französischer Regisseur und Drehbuchautor
- Coffroth, Alexander Hamilton (1828–1906), US-amerikanischer Politiker
- Coffy, Robert (1920–1995), französischer Geistlicher, Kardinal und Erzbischof von Marseille
- Cofie, Isaac (* 1991), ghanaischer Fußballspieler
- Cofie, John (* 1993), ghanaisch-deutsch-englischer Fußballspieler
- Cofil, Fiordaliza (* 2000), dominikanische Sprinterin
- Cofman, Judita (1936–2001), serbisch-deutsche Mathematikerin und Hochschullehrerin
- Cofré, Ángel (* 1994), chilenischer Fußballspieler
- Cofré, Eduardo (1961–2025), chilenischer Fußballspieler
- Cofré, S., chilenische Astronomin und Asteroidenentdeckerin

### Cog
- Cogan, Alma (1932–1966), englische Schlagersängerin
- Cogan, Barry (* 1936), irischer Politiker (Fianna Fáil)
- Cogan, Charles G. (1928–2017), US-amerikanischer Publizist und Geheimdienstler
- Cogan, Dan, US-amerikanischer Filmproduzent für Dokumentarfilme
- Cogan, Kevin (* 1956), US-amerikanischer Autorennfahrer
- Cogan, Pierre (1914–2013), französischer Radrennfahrer
- Cogbill, Tommy (1932–1982), US-amerikanischer Bassist
- Cogdell, Corey (* 1986), US-amerikanische Sportschützin
- Cogdell, James (* 1953), US-amerikanischer Mathematiker
- Cogel, Joseph Carl (1785–1831), deutscher Landschafts- und Veduten-MalerJoseph Carl Cogel (1785–1831)

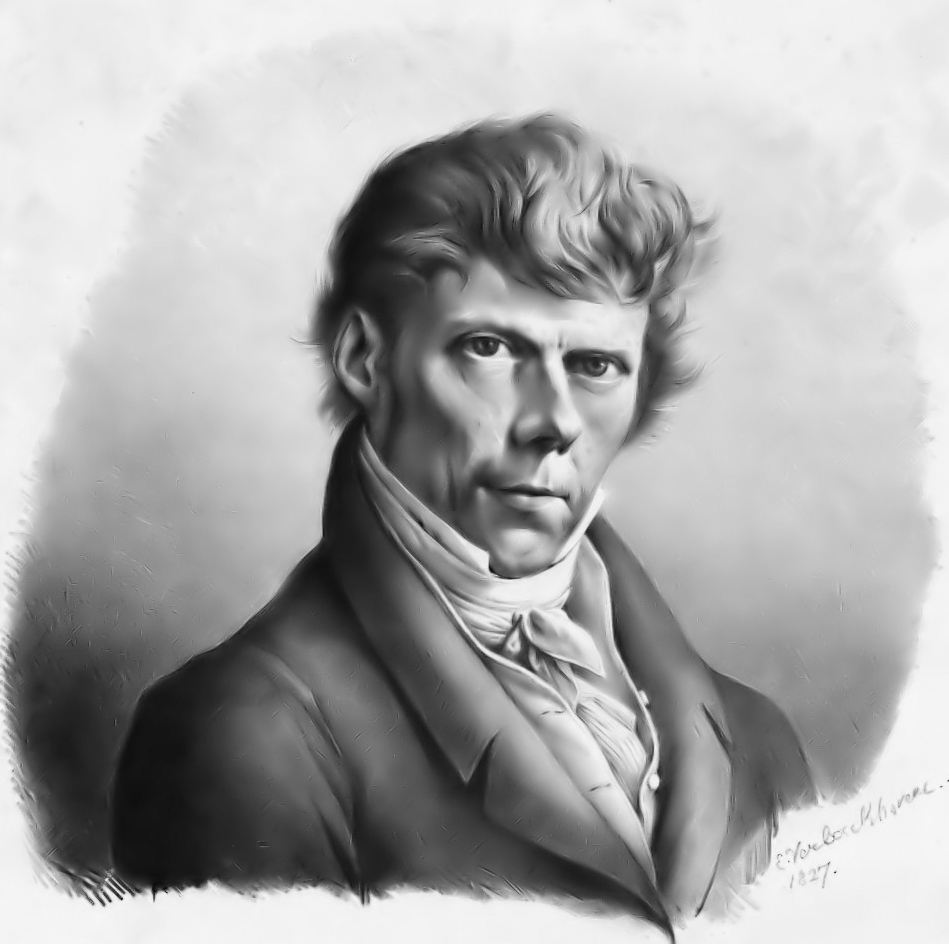
Joseph Carl Cogel (1785–1831)

- Cogeler, Johann (1525–1605), deutscher evangelisch-lutherischer Theologe
- Cogels, Joseph (1882–1954), belgischer Sportschütze
- Cogen, Félix (1838–1907), belgischer Genre-, Porträt- und Marinemaler, sowie Kupferstecher und Radierer
- Cogen, Pierre (1931–2025), französischer Organist, Komponist, Chorleiter, Improvisator und Musikpädagoge
- Coggan, Donald (1909–2000), britischer Geistlicher, Erzbischof von Canterbury und von York
- Cogger, Harold G. (* 1935), australischer Herpetologe
- Coggeshall, John junior (1619–1708), britischer Politiker
- Cogghe, Rémy (1854–1935), belgischer Maler
- Coggi, Juan Martin (* 1961), argentinischer Boxer im Halbweltergewicht, WBA-Weltmeister
- Coggia, Jérôme-Eugène (1849–1919), französischer Astronom
- Coggins, Gil (1928–2004), US-amerikanischer Jazzpianist
- Coghen, Juan Luis (* 1959), spanischer Hockeyspieler
- Coghen, Mercedes (* 1962), spanische Hockeyspielerin
- Coghen, Piotr van der (* 1953), polnischer Politiker, Mitglied des Sejm
- Coghill, Jack (1925–2019), US-amerikanischer Politiker
- Coghill, Joy (1926–2017), kanadische Schauspielerin, Regisseurin und Autorin
- Coghill, Nevill (1899–1980), irisch-britischer Literaturwissenschaftler
- Coghlan, Charles Patrick John (1863–1927), rhodesischer Politiker, erster Premierminister Südrhodesiens
- Coghlan, Eamonn (* 1952), irischer Leichtathlet (Langstreckenläufer)
- Coghlan, Frank junior (1916–2009), US-amerikanischer Schauspieler
- Coghlan, Gertrude (1876–1952), britische Schauspielerin
- Coghlan, John (* 1946), britischer Schlagzeuger
- Coghlan, John M. (1835–1879), US-amerikanischer Jurist und Politiker
- Coghlan, Lorraine (* 1937), australische Tennisspielerin
- Coghuf (1905–1976), Schweizer Maler, Zeichner und Bildhauer
- Cogianu, Roxana (* 1986), rumänische Ruderin
- Cogliano, Andrew (* 1987), kanadischer Eishockeyspieler
- Cogliati, Ottavio (1939–2008), italienischer Radrennfahrer, Olympiasieger im Radsport
- Cogliatti, David (* 1993), Schweizer Jazzmusiker (Piano)
- Cogliatti, Rodolfo (* 1976), brasilianischer Komponist und Musikpädagoge
- Cogman, Genevieve, britische Autorin von Fantasy-Romanen und Rollenspielen
- Cognacq, Ernest (1839–1928), französischer Handelsunternehmer und Mitbegründer des Warenhauses La Samaritaine
- Cognacq, Gabriel (1880–1951), französischer Kaufhausbesitzer, Kunstsammler und Mäzen
- Cognacq, Maurice (1870–1949), französischer Arzt und Kolonialbeamter in Indochina
- Cognasso, Francesco (1886–1986), italienischer Historiker
- Cognat, Timothé (* 1998), französischer Fußballspieler
- Cognati, Imperia (1486–1512), italienische Kurtisane
- Cognetti, Paolo (* 1978), italienischer SchriftstellerPaolo Cognetti (* 1978)

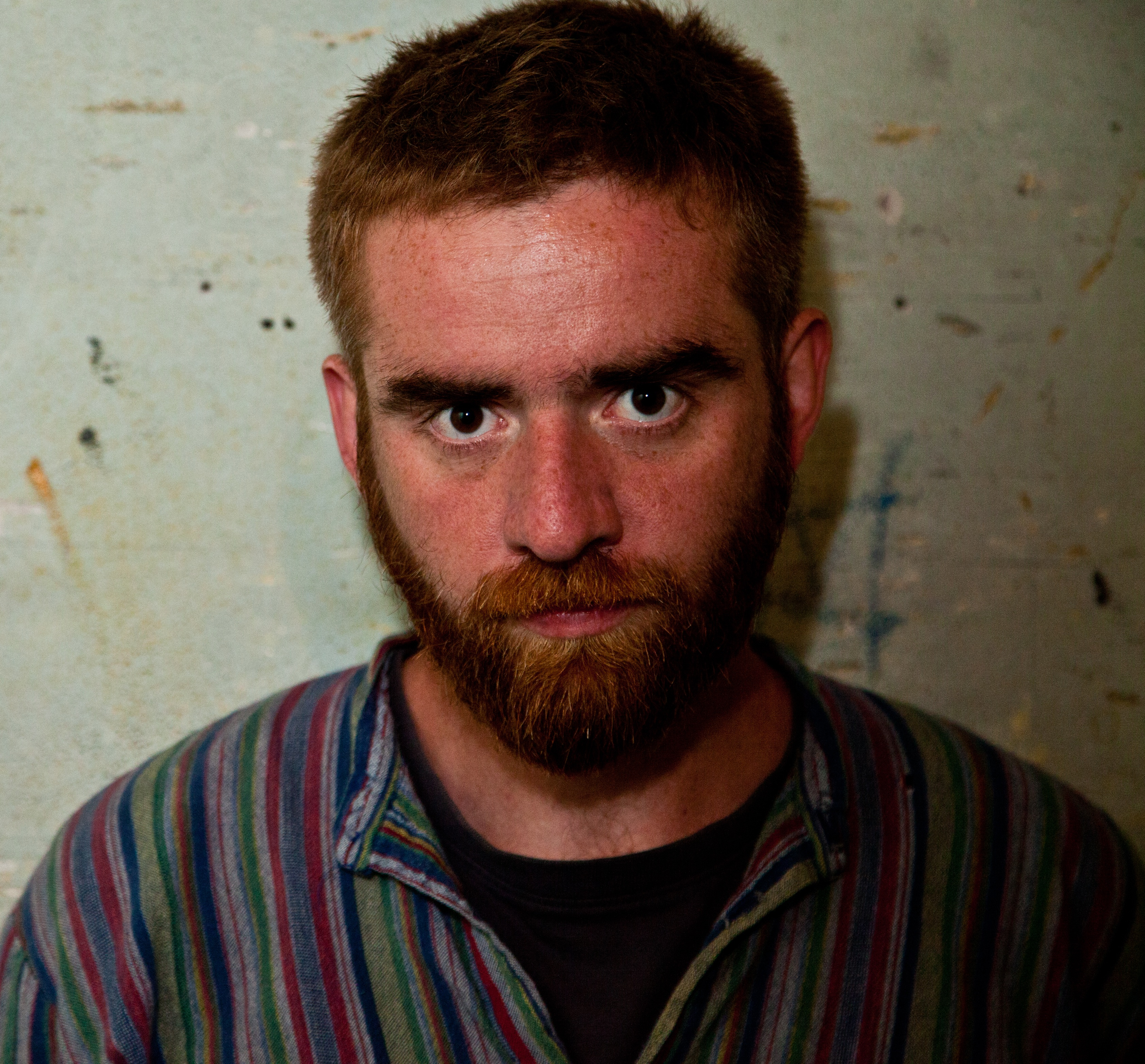
Paolo Cognetti (* 1978)

- Cogni, Giulio (1908–1983), italienischer Schriftsteller, Rassentheoretiker, Komponist und Musikkritiker
- Cogniard, Charles-Theodor (1806–1872), französischer Bühnenautor und Theaterdirektor
- Cogniard, Jean-Hippolyte (1807–1882), französischer Bühnenautor und Theaterdirektor
- Cogniaux, Alfred (1841–1916), belgischer Botaniker
- Cogniaux, Robert (* 1934), belgischer Bogenschütze
- Cogniet, Léon (1794–1880), französischer Maler
- Cogny, René (1904–1968), französischer General
- Cogo, Margherita (* 1951), italienische Politikerin
- Cogoi, Robert (1939–2022), belgischer Sänger
- Cogoni, Giovanni (1916–2007), italienischer Altbischof von Iglesias
- Cogswell, Joseph Green (1786–1871), US-amerikanischer Bibliothekar, Bibliograph und Pädagoge
- Cogswell, Sue (* 1951), englische Squashspielerin
- Cogswell, Theodore R. (1918–1987), amerikanischer Science-Fiction-Autor
- Cogswell, Wayne (1937–2020), US-amerikanischer Musiker und Songschreiber
- Cogswell, William (1838–1895), US-amerikanischer Politiker
- Çoğum, Mehmet (* 1983), türkischer Fußballspieler

### Coh

#### Coha
- Cohan, Donald (1930–2018), US-amerikanischer Segler
- Cohan, George M. (1878–1942), US-amerikanischer Musical-Autor und -Produzent
- Cohan, Lauren (* 1982), US-amerikanisch-britische SchauspielerinLauren Cohan (* 1982)

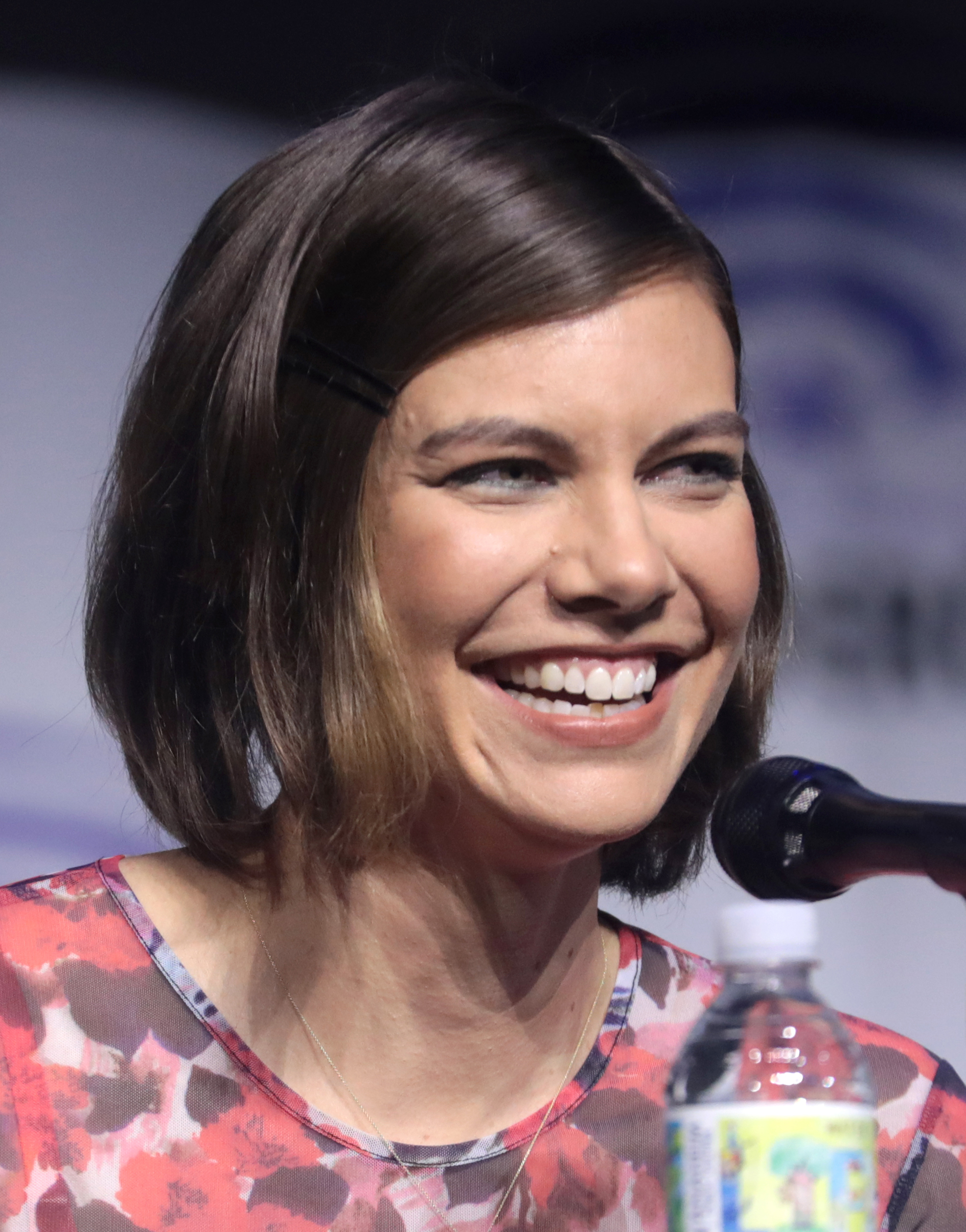
Lauren Cohan (* 1982)

- Cohausen, Johann Heinrich (1665–1750), deutscher Mediziner und Schriftsteller
- Cohausen, Karl August von (1812–1894), deutscher Berufsoffizier und Provinzialrömischer Archäologe
- Cohausen, Salentin Ernst Eugen (1703–1779), deutscher Mediziner und kurtrierischer Leibarzt
- Cohausen, Salentin von (1782–1864), preußischer Landrat
- Cohausz, Alfred (1897–1990), deutscher Jurist, Regionalhistoriker und Autor
- Cohausz, Hans (1907–1994), deutscher Seeoffizier, zuletzt Kapitän zur See der Bundesmarine
- Cohausz, Johann-Adolf (* 1947), deutscher Jurist, Generalkonsul und Staatssekretär
- Cohausz, Otto (1872–1938), deutscher Jesuit und theologischer Schriftsteller

#### Cohe

##### Cohel
- Cohelan, Jeffery (1914–1999), US-amerikanischer Politiker
- Coheleach, Guy (* 1933), US-amerikanischer Wildtiermaler

##### Cohen B – Cohen-

###### Cohen B
- Cohen Belinfante, Jacob Refael (1708–1761), niederländischer Chasan und Illustrator

###### Cohen D
- Cohen de Lara, David († 1674), sephardischer Rabbiner in Hamburg, Philologe und Gelehrter

###### Cohen G
- Cohen Gan, Pinchas (* 1942), marokkanisch-israelischer Maler und Installationskünstler
- Cohen Gosschalk, Meta (1877–1913), niederländische Malerin, Zeichnerin und Illustratorin

###### Cohen S
- Cohen Stuart, William James (1857–1935), niederländischer Politiker und Kapitän zur See

###### Cohen,
- Cohen, Abraham (1887–1957), britischer Rabbiner und Gelehrter
- Cohen, Abraham Herz (1746–1825), Königlich Hannoverscher Kammeragent
- Cohen, Adam (* 1972), kanadischer Musiker und Singer-Songwriter, Sohn von Leonard CohenAdam Cohen (* 1972)

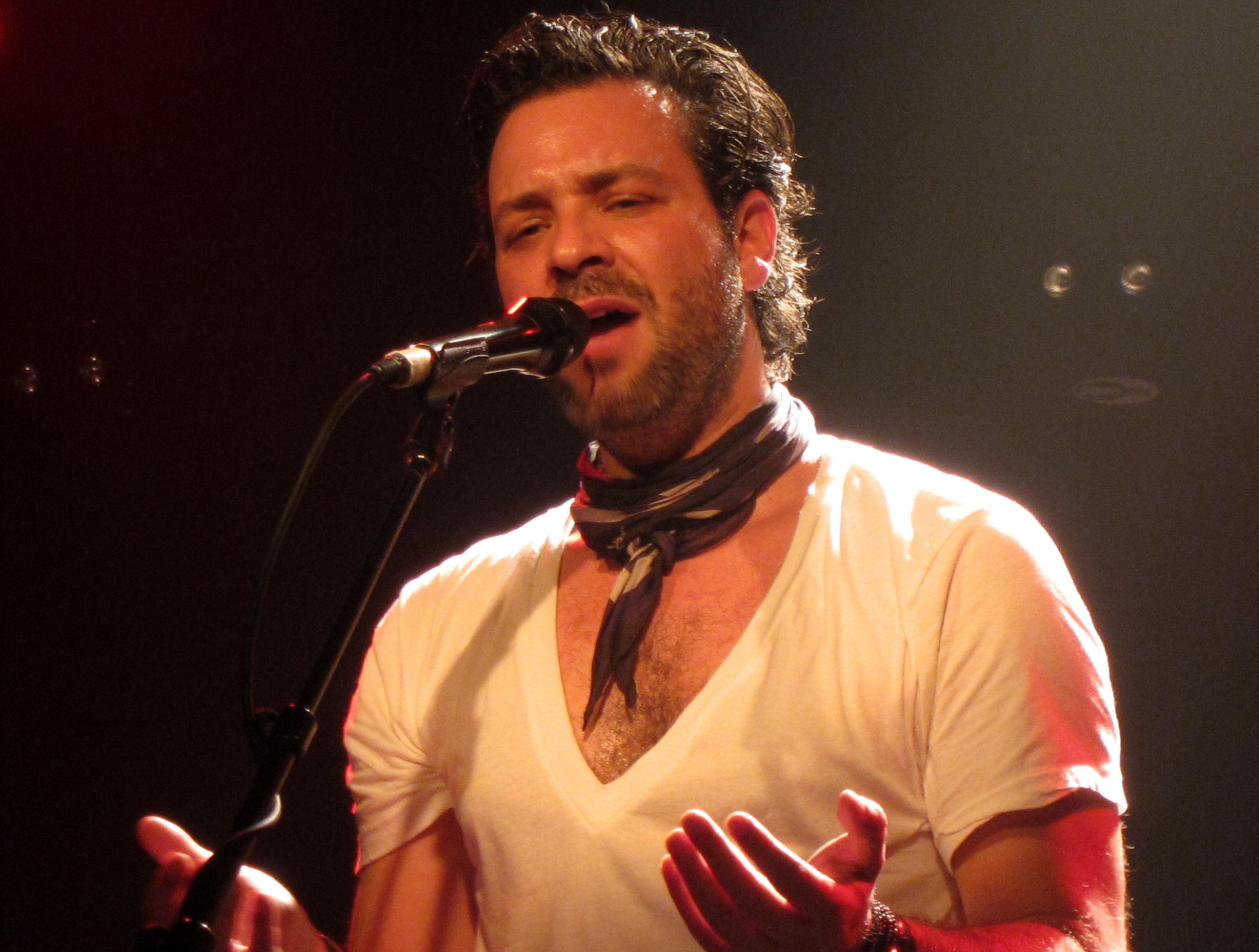
Adam Cohen (* 1972)

- Cohen, Adolf (1897–1942), deutscher Rechtsanwalt, Gerichtsassessor, Soldat im Ersten Weltkrieg und Opfer des Holocaust
- Cohen, Adolf Emile (1913–2004), niederländischer Historiker
- Cohen, Adva (* 1996), israelische Hindernisläuferin
- Cohen, Alan (* 1934), britischer Jazzmusiker und Arrangeur
- Cohen, Albert (1895–1981), Schweizer Schriftsteller
- Cohen, Albert (* 1965), französischer Mathematiker
- Cohen, Albert K. (1918–2014), US-amerikanischer Kriminologe
- Cohen, Almog (* 1988), israelischer Fußballspieler
- Cohen, Amnon (* 1960), israelischer Politiker
- Cohen, Anat (* 1975), israelische Jazzmusikerin
- Cohen, Andrew (1909–1968), britischer Untersekretär und der Gouverneur der britischen Kolonie Uganda in den 1950er-Jahren
- Cohen, Andrew (1955–2025), US-amerikanischer Guru
- Cohen, Andrew (* 1981), maltesischer Fußballspieler
- Cohen, Andy (* 1968), US-amerikanischer Fernsehmoderator und Autor
- Cohen, Arjeh (* 1949), niederländischer Mathematiker
- Cohen, Arthur (1830–1914), englischer Rechtsanwalt und Politiker (Liberal Party), Mitglied des House of Commons
- Cohen, Arthur (1864–1940), deutscher Volkswirt (Nationalökonom), Hochschullehrer und Fachautor
- Cohen, Assaf (* 1972), US-amerikanischer SchauspielerAssaf Cohen (* 1972)

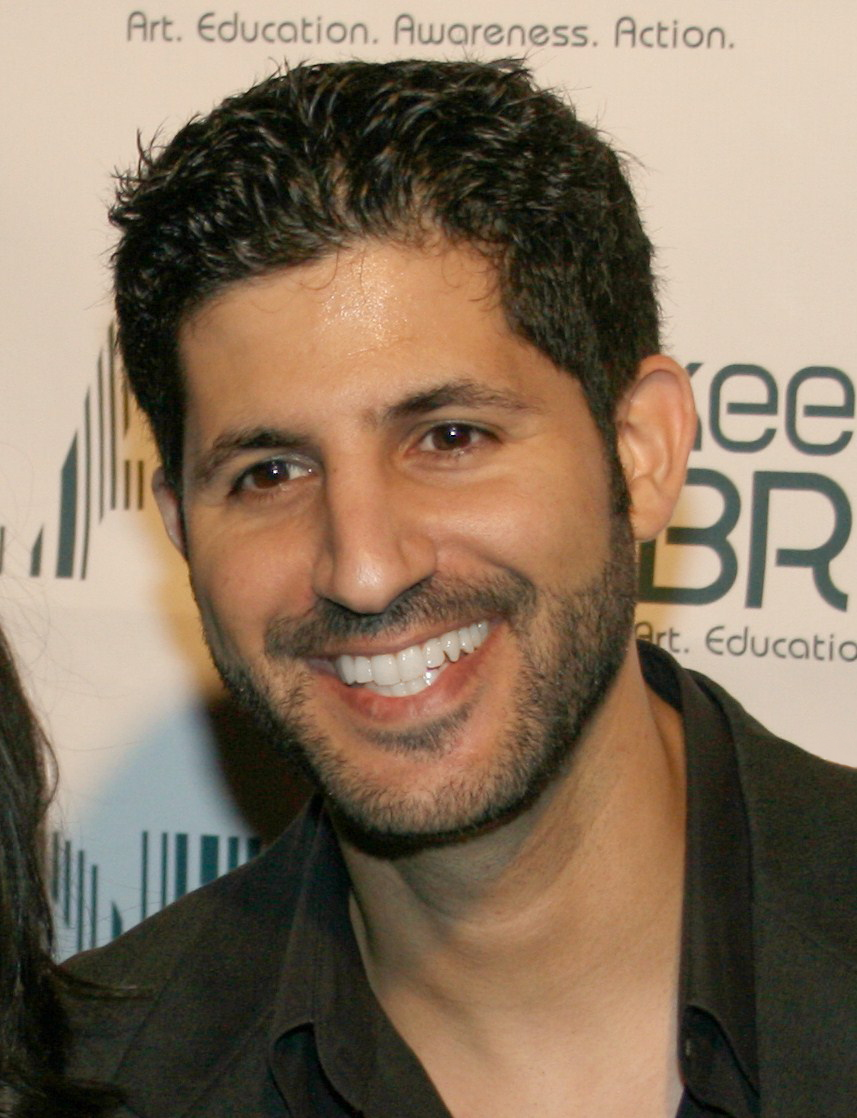
Assaf Cohen (* 1972)

- Cohen, Avi (1956–2010), israelischer Fußballspieler
- Cohen, Avishai (* 1970), israelischer Jazz-Bassist, Sänger, Bandleader, Komponist und Arrangeur des Modern Jazz
- Cohen, Avishai (* 1978), israelischer Jazztrompeter und Komponist
- Cohen, Avner (* 1951), israelischer Philosoph und Publizist
- Cohen, Ben (* 1951), US-amerikanischer Unternehmer
- Cohen, Benno (1895–1944), deutscher Rabbiner, Pädagoge und Autor
- Cohen, Bernard (* 1933), britischer Maler und Grafiker
- Cohen, Bernard Leonard (1924–2012), US-amerikanischer Physiker
- Cohen, Beth, US-amerikanische Klassische Archäologin
- Cohen, Bobby, US-amerikanischer Filmproduzent
- Cohen, Brad (* 1973), US-amerikanischer Motivationstrainer, Lehrer und Autor
- Cohen, Bram (* 1975), US-amerikanischer Programmierer
- Cohen, Brian Tyler (* 1989), US-amerikanischer Schauspieler, Blogger, Podcaster und JournalistBrian Tyler Cohen (* 1989)

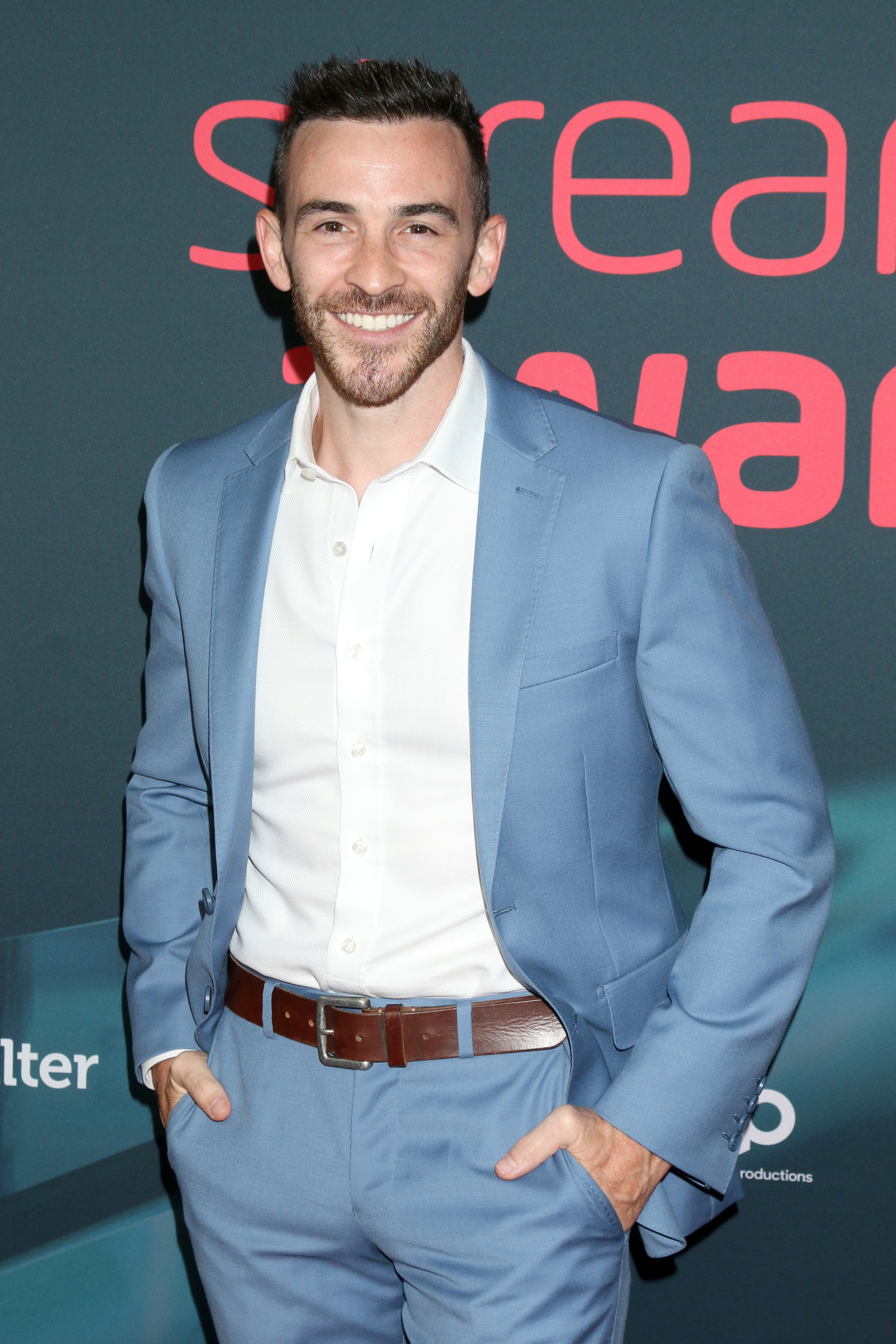
Brian Tyler Cohen (* 1989)

- Cohen, Bruce (* 1961), amerikanischer Filmregisseur
- Cohen, Carl (1931–2023), US-amerikanischer Philosoph
- Cohen, Chapman (1868–1954), britischer Freidenker und Schriftsteller
- Cohen, Chris (* 1987), englischer Fußballspieler
- Cohen, Colby (* 1989), US-amerikanischer Eishockeyspieler
- Cohen, Daniel (1953–2023), französischer Wirtschaftswissenschaftler
- Cohen, Daniel (* 1984), israelischer Dirigent, Violinist und Generalmusikdirektor
- Cohen, Danny (1937–2019), Informatiker und Internetpionier
- Cohen, Danny (* 1963), britischer Kameramann
- Cohen, Danny (* 1974), britischer Medienmanager
- Cohen, David (1882–1967), niederländischer Althistoriker und Zionist
- Cohen, David (1914–2005), US-amerikanischer Politiker
- Cohen, David J. (* 1949), US-amerikanischer Jurist
- Cohen, David S. (* 1963), US-amerikanischer Anwalt und kommissarischer CIA-Direktor
- Cohen, David X. (* 1966), US-amerikanischer Drehbuchautor und Filmproduzent
- Cohen, Dick (* 1949), US-amerikanischer Politiker der Demokratischen Partei
- Cohen, E. G. D. (1923–2017), US-amerikanischer theoretischer Physiker
- Cohen, E. Richard (1922–2012), US-amerikanischer Physiker
- Cohen, Eduard (1838–1910), deutscher Maler
- Cohen, Edward E. (* 1939), US-amerikanischer Wirtschaftshistoriker
- Cohen, Edy (* 1972), israelischer Journalist
- Cohen, Eli (1924–1965), israelischer SpionEli Cohen (1924–1965)

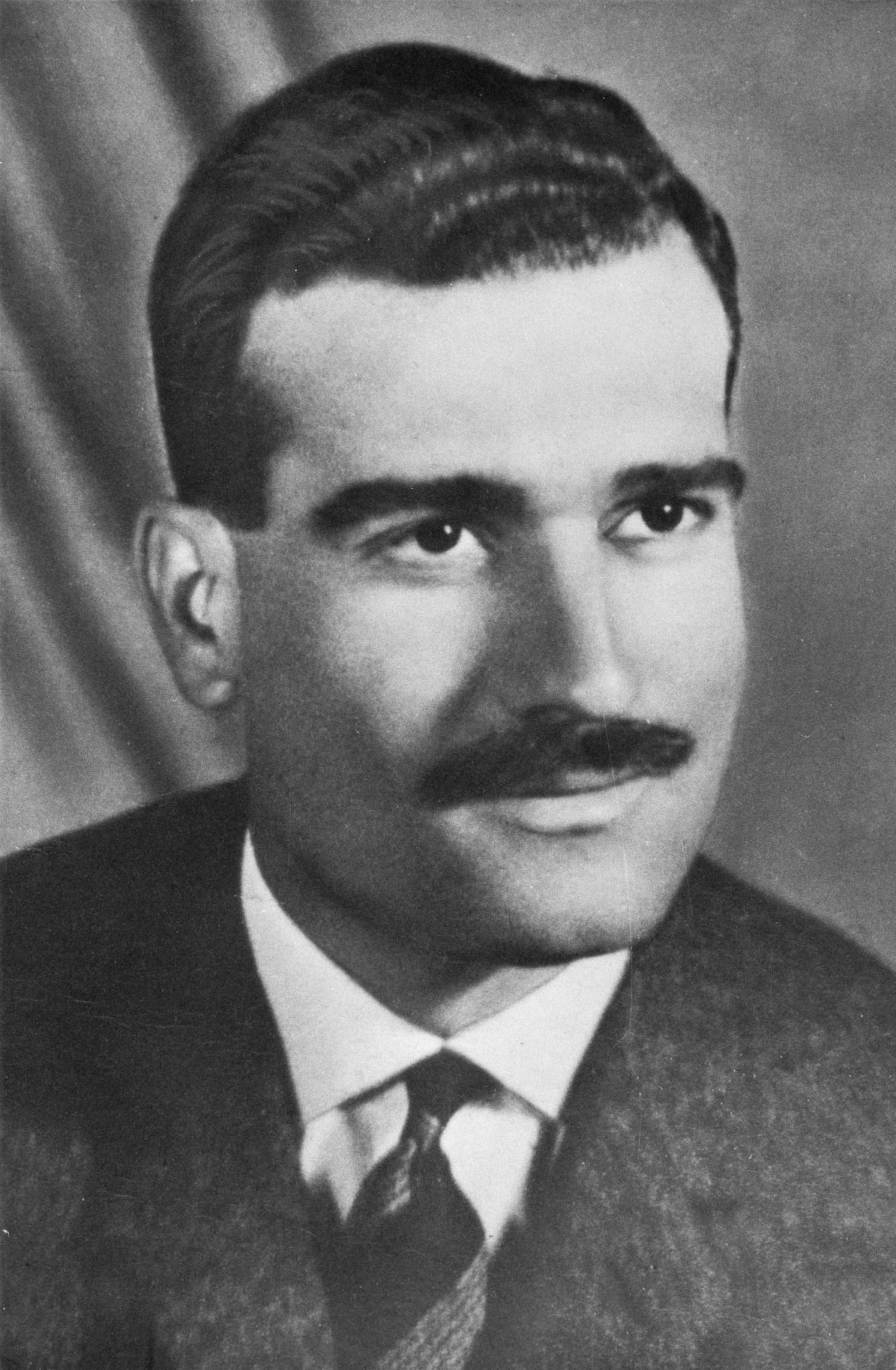
Eli Cohen (1924–1965)

- Cohen, Eli (* 1972), israelischer Politiker
- Cohen, Eliezer (* 1934), israelischer Politiker der Nationalen Union und der Jisra'el Beitenu
- Cohen, Eliot A. (* 1956), US-amerikanischer Politologe und Diplomat
- Cohen, Elisheva (1911–1989), israelische Kunsthistorikerin und Kustodin
- Cohen, Emil (1842–1905), deutscher Mineraloge und Petrograph
- Cohen, Emma (1946–2016), spanische Schauspielerin und Autorin

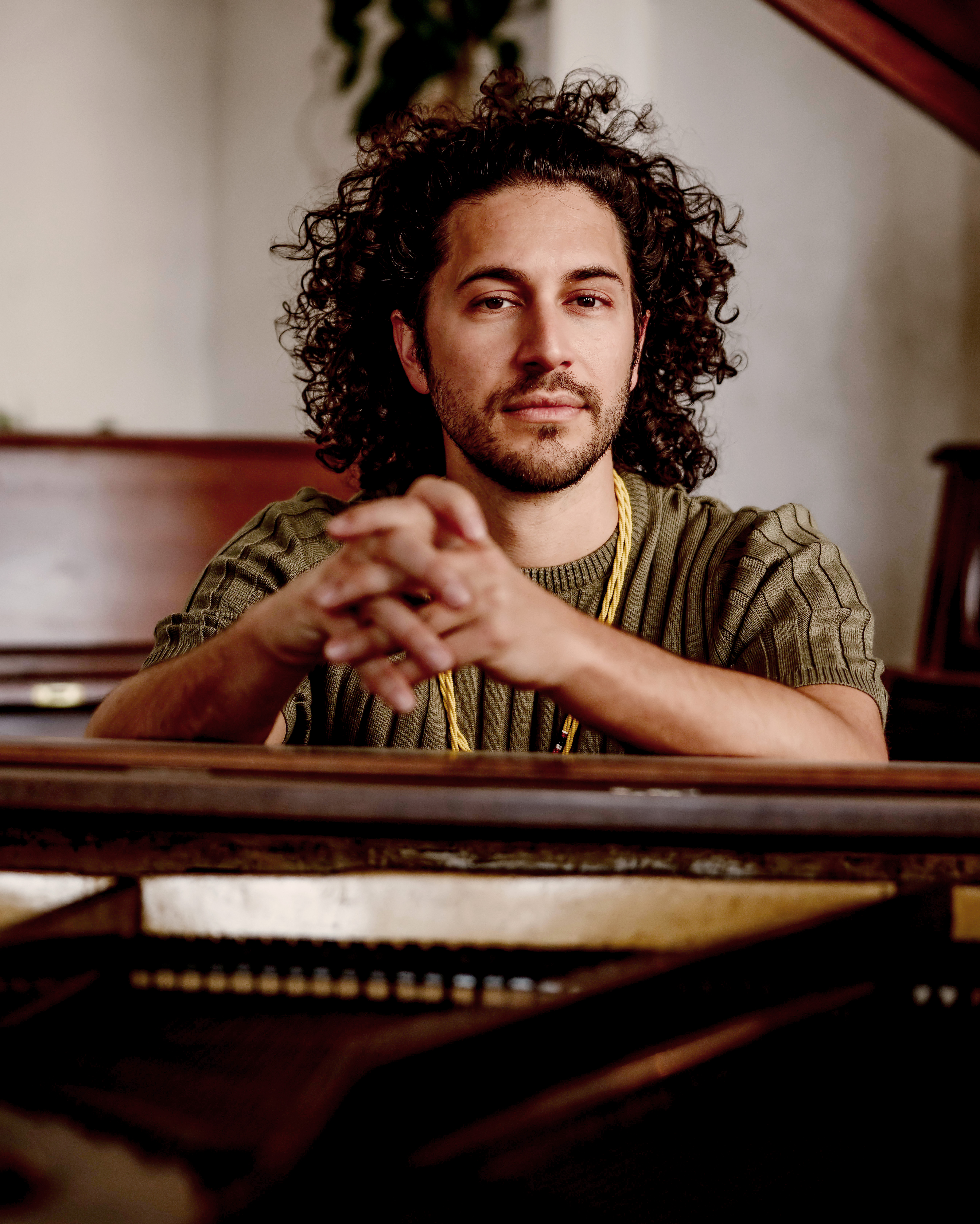
Emmet Cohen (* 1990)

- Cohen, Emmet (* 1990), US-amerikanischer Jazzmusiker (Piano, Orgel)Emmet Cohen (* 1990)
- Cohen, Emory (* 1990), US-amerikanischer Schauspieler
- Cohen, Ernst (* 1951), deutscher Schauspieler
- Cohen, Ernst Julius (1869–1944), niederländischer Chemiker
- Cohen, Esther († 2020), griechische Holocaust-Überlebende, später auch Zeitzeugin
- Cohen, Etan (* 1974), US-amerikanischer Filmregisseur, -produzent und Drehbuchautor
- Cohen, Floris (* 1946), niederländischer Wissenschaftshistoriker und Hochschullehrer
- Cohen, Fré (1903–1943), niederländische Graphikerin, Typographin, Illustratorin, Malerin, Zeichnerin, Lithographin und Holzschneiderin
- Cohen, Fred (* 1957), US-amerikanischer Computer-Kriminologe, definierte erstmals den Begriff des Computer-Virus
- Cohen, Frederic (1904–1967), deutsch-amerikanischer Komponist
- Cohen, Friedrich (1836–1912), deutscher Buchhändler und Verleger in Bonn
- Cohen, Gary B. (* 1948), amerikanischer Historiker
- Cohen, George (1939–2022), englischer FußballspielerGeorge Cohen (1939–2022)

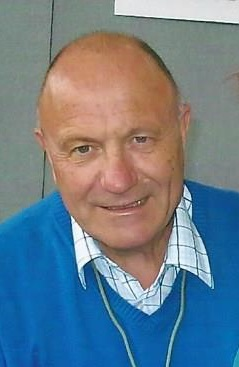
George Cohen (1939–2022)

- Cohen, Gerald A. (1941–2009), kanadisch-britischer Sozialphilosoph, Politischer Philosoph
- Cohen, Geula (1925–2019), israelische Herausgeberin und Politikerin
- Cohen, Gil (* 2000), israelisch-portugiesischer Fußballspieler
- Cohen, Gili (* 1991), israelische Judoka
- Cohen, Gilles (* 1963), französischer Schauspieler und Bühnenregisseur
- Cohen, Glen (* 1954), britischer Sprinter
- Cohen, Greg (* 1953), US-amerikanischer Jazzbassist
- Cohen, Gustav Gabriel (1830–1906), Hamburger Bankier und Zionist
- Cohen, Gustave (1879–1958), französischer Sprach- und Literaturwissenschaftler
- Cohen, Hannah (* 1986), US-amerikanische Sängerin, Songwriterin und Fotografin
- Cohen, Harold (1928–2016), britischer Maler, Grafiker und Informatiker
- Cohen, Harriet (1895–1967), britische Pianistin
- Cohen, Harvey (1951–2007), US-amerikanischer Filmkomponist und Orchestrator
- Cohen, Heinrich (1869–1940), deutscher Textilhändler
- Cohen, Henri (1882–1931), belgischer Wasserballer
- Cohen, Henri (* 1947), französischer Mathematiker
- Cohen, Henriette (1917–2019), französische Überlebende des Holocaust
- Cohen, Henry (1806–1880), französischer Numismatiker, Komponist, Musiktheoretiker und Buchkundler
- Cohen, Henry (1922–1999), US-amerikanischer Leiter des Lagers Föhrenwald
- Cohen, Herb (1933–2010), US-amerikanischer Künstlermanager und Geschäftsmann
- Cohen, Herman Jay (* 1932), US-amerikanischer Diplomat
- Cohen, Hermann (1820–1871), deutscher Pianist, Karmelit und Ordenspriester
- Cohen, Hermann (1842–1918), deutscher PhilosophHermann Cohen (1842–1918)

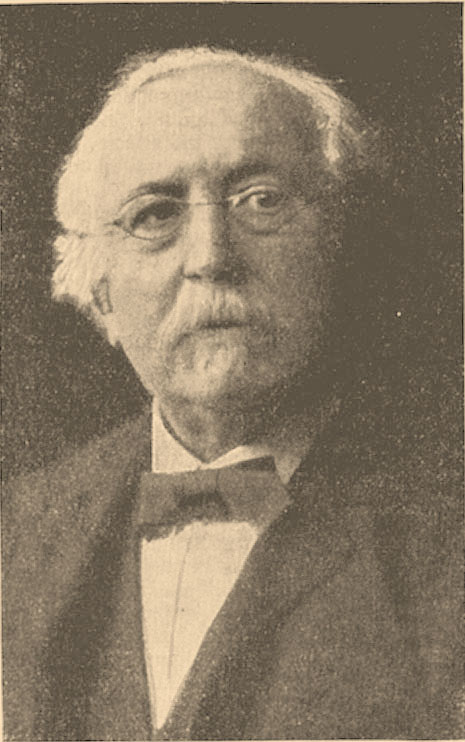
Hermann Cohen (1842–1918)

- Cohen, I. Bernard (1914–2003), US-amerikanischer Wissenschaftshistoriker
- Cohen, Ira (1935–2011), US-amerikanischer Dichter, Fotograf und Filmemacher, Mail-Artist und Herausgeber
- Cohen, Irun R. (* 1937), israelisch-US-amerikanischer Mediziner und Immunologe
- Cohen, Irvin (1917–1955), US-amerikanischer Mathematiker
- Cohen, Irving (1904–1991), US-amerikanischer Schauspieler und Boxmanager
- Cohen, Isidore (1922–2005), US-amerikanischer Geiger
- Cohen, Israel (1879–1961), britischer Journalist und Zionistenführer
- Cohen, Itzik (* 1977), israelischer Offizier, Leiter der Operationsdirektion der Israelischen Streitkräfte (IDF)Itzik Cohen (* 1977)

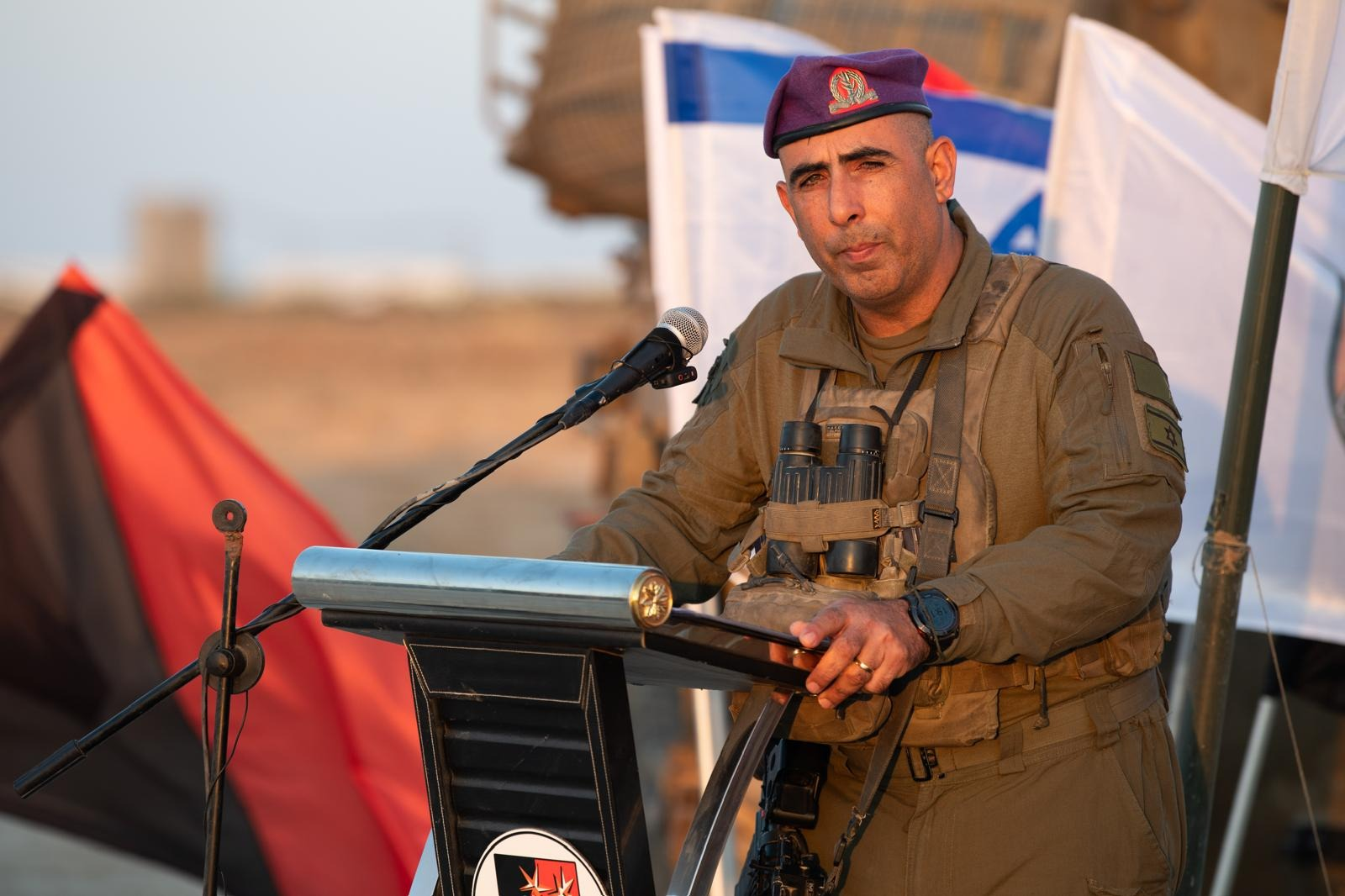
Itzik Cohen (* 1977)

- Cohen, Izhar (* 1951), israelischer Sänger
- Cohen, J. M. (1903–1989), englischer Übersetzer und Literaturkritiker
- Cohen, Jack (1898–1979), britischer Unternehmer
- Cohen, Jack (1933–2019), britischer Biologe und Autor
- Cohen, Jacob (1923–1998), US-amerikanischer Psychologe
- Cohen, Jacob Willem (1923–2000), niederländischer Mathematiker und Ingenieur
- Cohen, James (1906–1958), britischer Leichtathlet
- Cohen, Janet, Baroness Cohen of Pimlico (* 1940), britische Schriftstellerin
- Cohen, Jared (* 1981), US-amerikanischer Politikberater und Manager
- Cohen, Jason, Filmemacher von Dokumentarfilmen
- Cohen, Jay M., US-amerikanischer Politiker
- Cohen, Jean-Louis (1949–2023), französischer Architekt, Autor und Kunsthistoriker
- Cohen, Jeff (* 1974), US-amerikanischer ehemaliger Schauspieler und heutiger JuristJeff Cohen (* 1974)

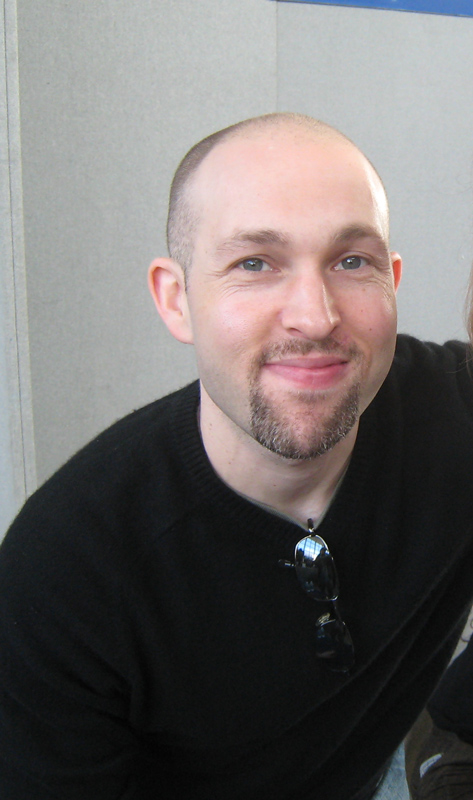
Jeff Cohen (* 1974)

- Cohen, Jeffrey Jay (* 1965), US-amerikanischer Film- und Fernsehschauspieler
- Cohen, Jenny (1905–1976), deutsche Zahnärztin
- Cohen, Job (* 1947), niederländischer Politiker (PvdA)
- Cohen, Joel (* 1963), US-amerikanischer Drehbuchautor
- Cohen, John S. (1870–1935), US-amerikanischer Politiker (Demokratische Partei)
- Cohen, Jonathan C., US-amerikanischer Ernährungsmediziner am University of Texas Southwestern Medical Center
- Cohen, Jonathan D. (* 1955), US-amerikanischer Psychologe und Neurowissenschaftler
- Cohen, Joshua (* 1980), US-amerikanischer Schriftsteller und Literaturkritiker
- Cohen, Judith Love (1933–2016), US-amerikanische Ingenieurin, Verlegerin und Autorin
- Cohen, Jules (1830–1901), französischer Komponist und Organist
- Cohen, Julia (* 1989), US-amerikanische Tennisspielerin
- Cohen, Julie, US-amerikanische Dokumentarfilmerin und Filmproduzentin
- Cohen, Karl (1851–1938), deutscher römisch-katholischer Geistlicher, Komponist und Kirchenmusiker
- Cohen, Larry (1936–2019), US-amerikanischer Regisseur, Produzent und Drehbuchautor
- Cohen, Lawrence Ludlow (1836–1918), US-amerikanischer Genre-, Landschafts-, Stillleben- und Porträtmaler der Düsseldorfer Schule
- Cohen, Leonard (1934–2016), kanadischer Schriftsteller, Komponist und SängerLeonard Cohen (1934–2016)

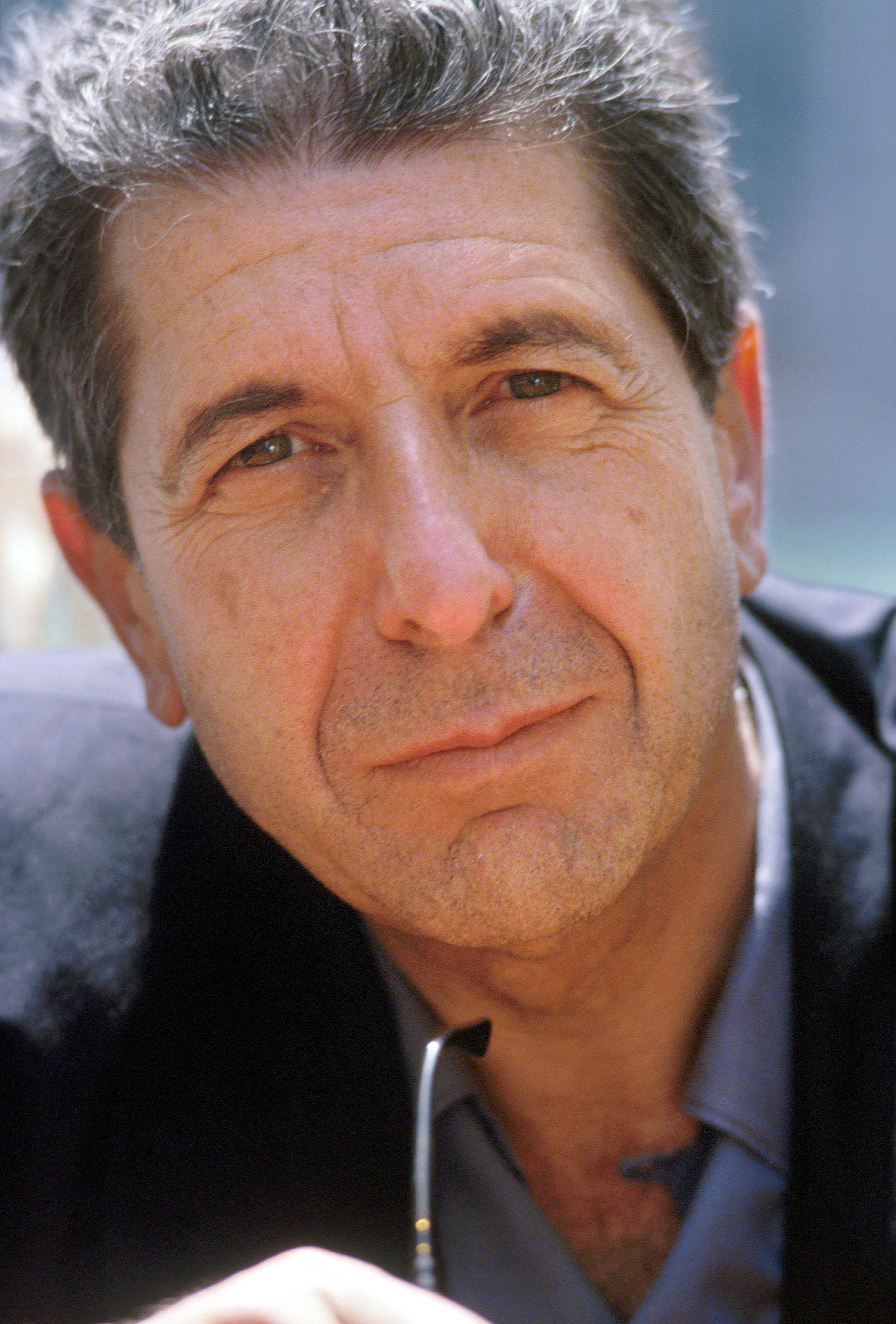
Leonard Cohen (1934–2016)

- Cohen, Léonce (1829–1901), französischer Komponist
- Cohen, Leonora (1873–1978), britische Suffragette und Gewerkschafterin
- Cohen, Levin Markus (1723–1790), jüdischer Kaufmann, Bankier, Juwelier und Münzkommissär in Berlin
- Cohen, Levy Barent (1747–1808), englischer Finanzier und jüdischer Kommunalarbeiter
- Cohen, Lidor (* 1992), israelischer Fußballspieler
- Cohen, Lionel, Baron Cohen (1888–1973), britischer Jurist
- Cohen, Liran (* 1983), israelischer Fußballspieler
- Cohen, Liron (* 1982), israelische Basketballspielerin
- Cohen, Lisa, US-amerikanische Schauspielerin
- Cohen, Lona (1913–1992), US-amerikanische bzw. sowjetische bzw. russische Spionin
- Cohen, Louis (1904–1939), US-amerikanischer Mobster
- Cohen, Lynn (1933–2020), US-amerikanische Schauspielerin
- Cohen, Marcel (1884–1974), französischer Linguist, Orientalist und Romanist
- Cohen, Marcel (* 1937), französischer Schriftsteller und Journalist
- Cohen, Marvin (* 1935), US-amerikanischer Physiker
- Cohen, Matt (1942–1999), kanadischer Schriftsteller und Übersetzer
- Cohen, Matt (* 1985), US-amerikanischer Eishockeyspieler
- Cohen, Mattanya (* 1965), israelischer Botschafter
- Cohen, Max (1842–1918), deutscher Rechtsanwalt und Politiker, MdHB
- Cohen, Max (1876–1963), deutscher Journalist und Politiker (SPD), MdR
- Cohen, Max (1932–2002), französischer Radrennfahrer
- Cohen, Maximilian (1806–1865), deutscher Buchhändler und Verleger in Bonn
- Cohen, Meir (* 1955), israelischer Knessetabgeordneter und Minister für Wohlfahrt und Soziales
- Cohen, Meirav (* 1983), israelische Politikerin der Partei Jesch Atid
- Cohen, Meytal (* 1984), US-amerikanische Schlagzeugerin
- Cohen, Michael (* 1966), US-amerikanischer RechtsanwaltMichael Cohen (* 1966)

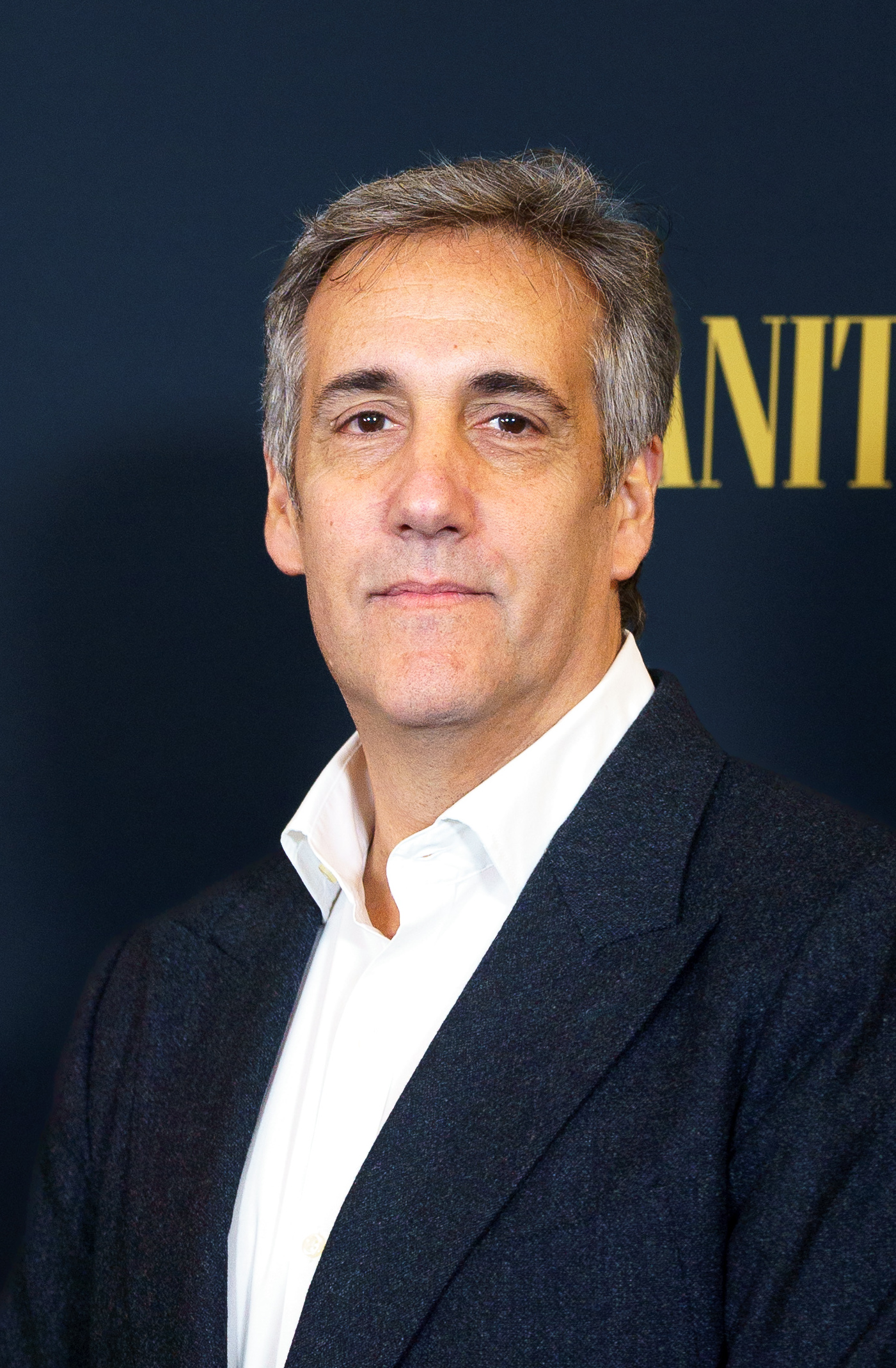
Michael Cohen (* 1966)

- Cohen, Michaël (* 1970), französischer Schauspieler
- Cohen, Michael B. (1992–2017), US-amerikanischer Mathematiker und Informatiker
- Cohen, Michael D. (* 1975), kanadischer Schauspieler
- Cohen, Mickey (1913–1976), US-amerikanischer MobsterMickey Cohen (1913–1976)

Mickey Cohen (1913–1976)

- Cohen, Mitch (* 1952), US-amerikanisch-deutscher Autor und Herausgeber
- Cohen, Morley (1923–2005), kanadischer Chirurg
- Cohen, Morris (1911–2005), US-amerikanischer Metallurge
- Cohen, Morris Raphael (1880–1947), US-amerikanischer Rechtshistoriker und Rechtsphilosoph
- Cohen, Nadav (* 2002), israelischer Handballspieler
- Cohen, Nathan (1923–1971), kanadischer Theaterkritiker und Fernsehmoderator
- Cohen, Nathan (* 1986), neuseeländischer Ruderer
- Cohen, Nathan Herman (1833–1901), deutscher Arzt und Politiker, MdHB
- Cohen, Nessa (1884–1976), US-amerikanische Bildhauerin
- Cohen, Nicholas (* 1938), US-amerikanischer Mikrobiologe und Immunologe
- Cohen, Nick (* 1961), britischer Journalist
- Cohen, Noa (* 2002), israelische Schauspielerin
- Cohen, Octavus Roy (1891–1959), US-amerikanischer Jurist und Schriftsteller
- Cohen, Oshri (* 1984), israelischer Schauspieler
- Cohen, Pat (* 1957), US-amerikanische Bluessängerin
- Cohen, Paul, US-amerikanischer Saxophonist, Arrangeur, Musikwissenschaftler und -pädgoge
- Cohen, Paul (1908–1970), US-amerikanischer Produzent und Manager der Country-Musik
- Cohen, Paul (1922–2021), US-amerikanischer Jazzmusiker
- Cohen, Paul (1934–2007), US-amerikanischer Logiker und Mathematiker
- Cohen, Paula Elaine, britische Genetikerin und Hochschullehrerin
- Cohen, Philip († 1949), US-amerikanischer Gangster in New York City und Mitglied der Kosher NostraPhilip Cohen († 1949)

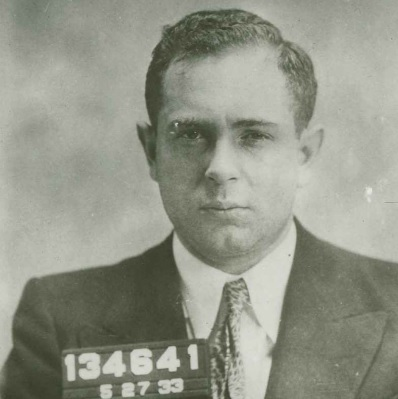
Philip Cohen († 1949)

- Cohen, Philip (* 1945), britischer Biochemiker
- Cohen, Philipp Abraham (1790–1856), deutscher Unternehmer
- Cohen, Pierre (* 1950), französischer Politiker (PS), Mitglied der Nationalversammlung
- Cohen, Porky (1924–2004), US-amerikanischer Jazz- und Rhythm-&-Blues-Musiker (Posaune)
- Cohen, Ra’anan (* 1941), israelischer Politiker
- Cohen, Rachael, britische Jazzmusikerin (Altsaxophon)
- Cohen, Ralf (* 1949), deutscher Künstler
- Cohen, Ralph (* 1952), US-amerikanischer Mathematiker
- Cohen, Ran (* 1937), israelischer Politiker und Minister für Handel und Wirtschaft
- Cohen, Raymond (* 1947), Politikwissenschaftler
- Cohen, Richard (* 1952), US-amerikanischer Psychologe, umstritten wegen seiner Tätigkeit für die Ex-Gay-Bewegung
- Cohen, Richard M. (1948–2024), US-amerikanischer Journalist
- Cohen, Richard S. (1937–1998), US-amerikanischer Anwalt und Politiker
- Cohen, Richard Scott (* 1960), US-amerikanischer Musikdirektor, Komponist, Arrangeur, Musikpädagoge, Posaunist und Professor
- Cohen, Rob (* 1949), US-amerikanischer Regisseur, Filmproduzent und DrehbuchautorRob Cohen (* 1949)

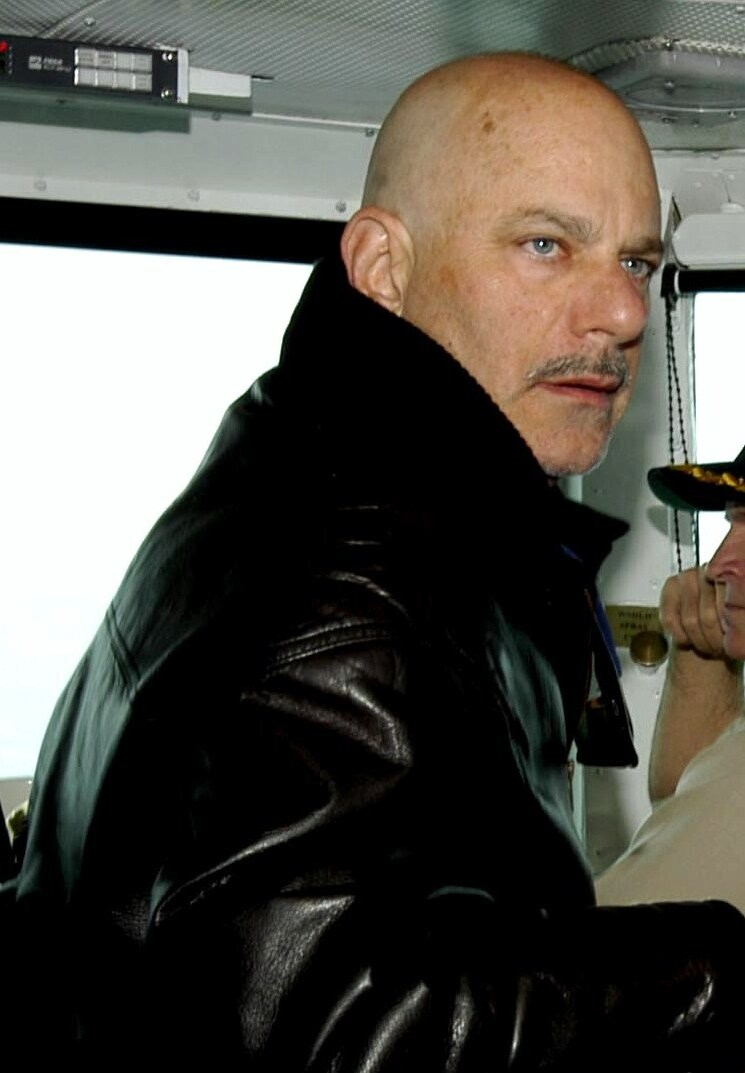
Rob Cohen (* 1949)

- Cohen, Robert (1930–2022), französischer Boxer
- Cohen, Robert (* 1941), Schweizer Filmregisseur Literaturwissenschaftler und Romanautor
- Cohen, Robert (* 1959), britischer Cellist und Musikpädagoge
- Cohen, Robert Waley (1877–1952), britischer Chemiker
- Cohen, Roger (* 1955), britischer Journalist
- Cohen, Rose (1894–1937), britische Feministin und Suffragette
- Cohen, Rudolf (1932–2018), deutscher Psychologe und Hochschullehrer
- Cohen, Ryder, US-amerikanischer Schauspieler
- Cohen, Salomon Jacob (1772–1845), deutscher jüdischer Hebraist, Lehrer, Schriftsteller und Bibelübersetzer
- Cohen, Sam (1890–1977), Geschäftsmann und Mäzen in Südwestafrika
- Cohen, Samuel (1870–1940), rumänisch-israelischer Komponist
- Cohen, Samuel (1921–2010), US-amerikanischer Physiker, Erfinder der Neutronenbombe
- Cohen, Sasha (* 1984), US-amerikanische EiskunstläuferinSasha Cohen (* 1984)

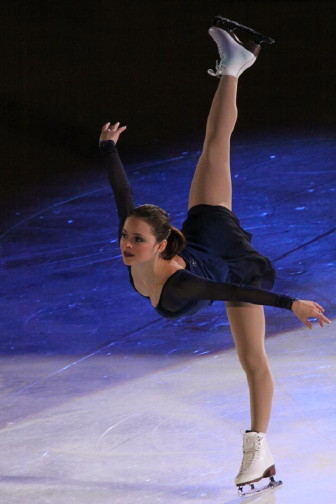
Sasha Cohen (* 1984)

- Cohen, Saul B. (1925–2021), US-amerikanischer Geograph und Hochschullehrer
- Cohen, Scott (* 1961), US-amerikanischer Schauspieler
- Cohen, Selma Jeanne (1920–2005), US-amerikanische Tanzhistorikerin
- Cohen, Seymour S. (1917–2018), US-amerikanischer Biochemiker und Krebsforscher
- Cohen, Shaye J. D. (* 1948), US-amerikanischer Hebraist, Historiker und Rabbiner
- Cohen, She’ar Yashuv (1927–2016), israelischer Großrabbiner
- Cohen, Silvia (* 1959), italienische Schauspielerin
- Cohen, Spike (* 1982), US-amerikanischer Aktivist und Unternehmer
- Cohen, Stanley (1922–2020), US-amerikanischer Neurowissenschaftler und Biochemiker
- Cohen, Stanley (1942–2013), britischer Soziologe
- Cohen, Stanley Norman (* 1935), US-amerikanischer Genetiker
- Cohen, Stephan (1971–2023), französischer Poolbillardspieler
- Cohen, Stephen F. (1938–2020), US-amerikanischer Hochschullehrer
- Cohen, Steve (* 1949), US-amerikanischer Politiker der Demokratischen Partei
- Cohen, Steven A. (* 1956), US-amerikanischer Unternehmer, Hedgefonds-Manager und Kunstsammler
- Cohen, Tamir (* 1984), israelischer Fußballspieler
- Cohen, Tanner (* 1986), US-amerikanischer Schauspieler und Sänger
- Cohen, Teresa (1892–1992), US-amerikanische Mathematikerin
- Cohen, Thomas V. (* 1942), US-amerikanischer Historiker
- Cohen, Tiffany (* 1966), US-amerikanische Schwimmerin
- Cohen, Tish (* 1963), kanadische Autorin
- Cohen, Ute (* 1966), deutsche Schriftstellerin, Publizistin und ModeratorinUte Cohen (* 1966)

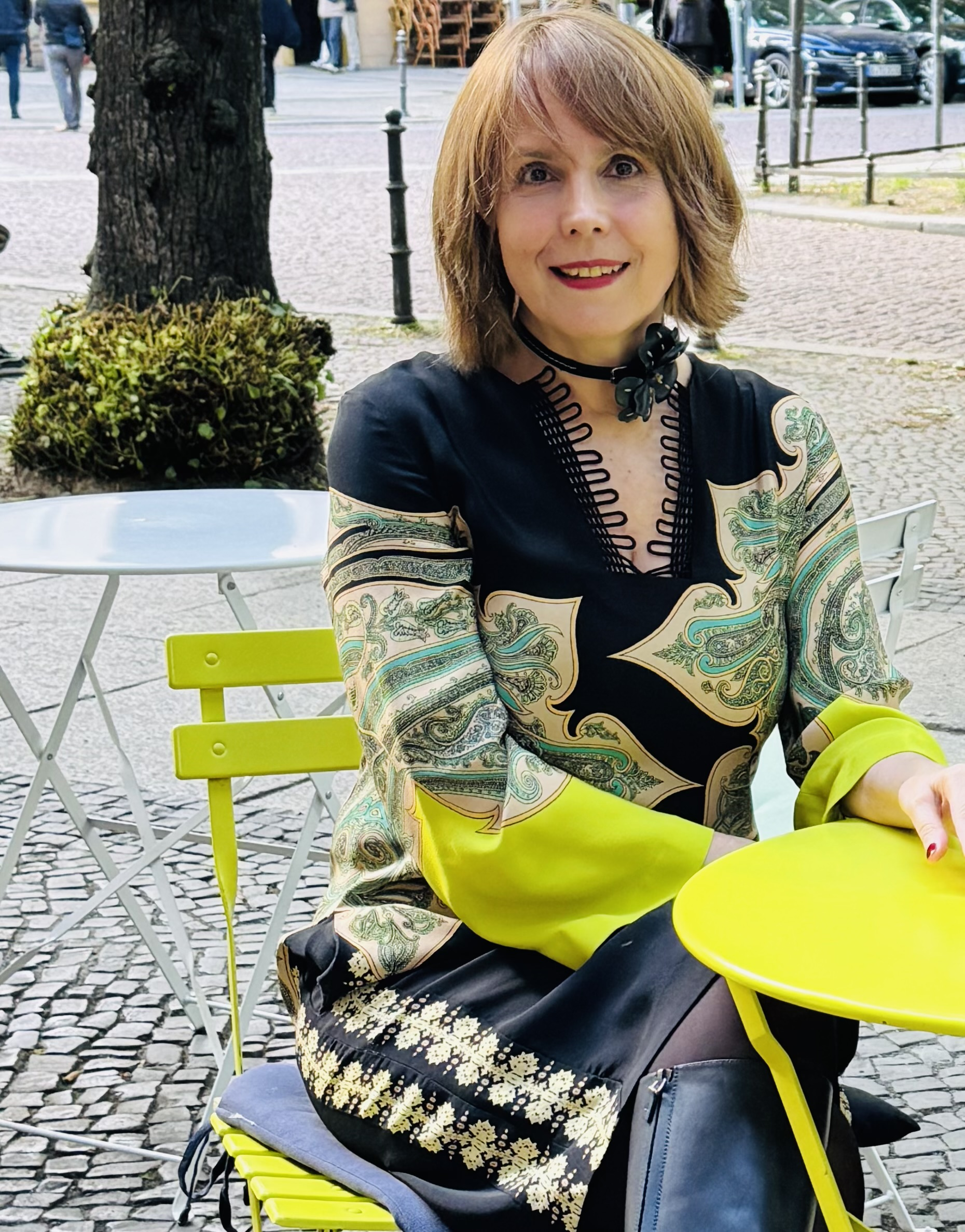
Ute Cohen (* 1966)

- Cohen, Uzi (1952–2008), israelischer Politiker (zeitweilig Bürgermeister der Stadt Ra'anana)
- Cohen, Victor N. (1910–1975), Schweizer Grafiker und Werbepionier
- Cohen, Walter (1880–1942), deutscher Kunsthistoriker, Kunstsammler und Kurator
- Cohen, Wesley M. (* 1950), US-amerikanischer Wirtschaftswissenschaftler
- Cohen, Wilbur J. (1913–1987), US-amerikanischer Politiker und Hochschullehrer
- Cohen, William (* 1940), US-amerikanischer Politiker (Republikanische Partei)
- Cohen, William W. (1874–1940), US-amerikanischer Politiker
- Cohen, Yoel (* 1953), britisch-israelischer Publizist und Dozent an der Hebräischen Universität in Jerusalem
- Cohen, Yonatan (* 1996), israelischer Fußballspieler
- Cohen, Yossi (* 1961), israelischer Offizier, Direktor des Mossad
- Cohen, Yousef Hamadani (1916–2014), iranischer Großrabbiner
- Cohen, Yuval (* 1973), israelischer Jazzsaxophonist und Komponist

###### Cohen-A
- Cohën-Akenine, Patrick (* 1966), französischer Violinist (Barockvioline) und Dirigent
- Cohen-Aloro, Stéphanie (* 1983), französische Tennisspielerin

###### Cohen-B
- Cohen-Blind, Ferdinand (1844–1866), Attentäter gegen Otto von BismarckFerdinand Cohen-Blind (1844–1866)

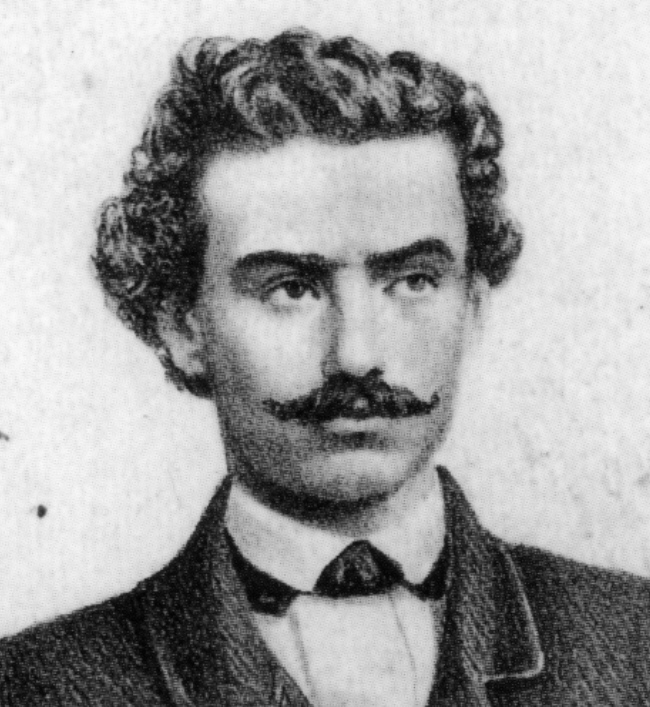
Ferdinand Cohen-Blind (1844–1866)

###### Cohen-K
- Cohen-Kagan, Rachel (1888–1982), israelische Politikerin und Frauenrechtlerin

###### Cohen-M
- Cohen-Milo, Haggai, israelischer Jazzmusiker (Bass, Komposition)
- Cohen-Mintz, Uri (* 1973), israelischer Basketballspieler

###### Cohen-O
- Cohen-Olivar, Max (1945–2018), marokkanischer Automobilrennfahrer
- Cohen-Or, Beni (* 1940), deutscher Künstler
- Cohen-Orgad, Jigal (1937–2019), israelischer Politiker

###### Cohen-P
- Cohen-Portheim, Paul (1879–1932), deutschsprachiger Schriftsteller

###### Cohen-T
- Cohen-Tannoudji, Claude (* 1933), französischer PhysikerClaude Cohen-Tannoudji (* 1933)

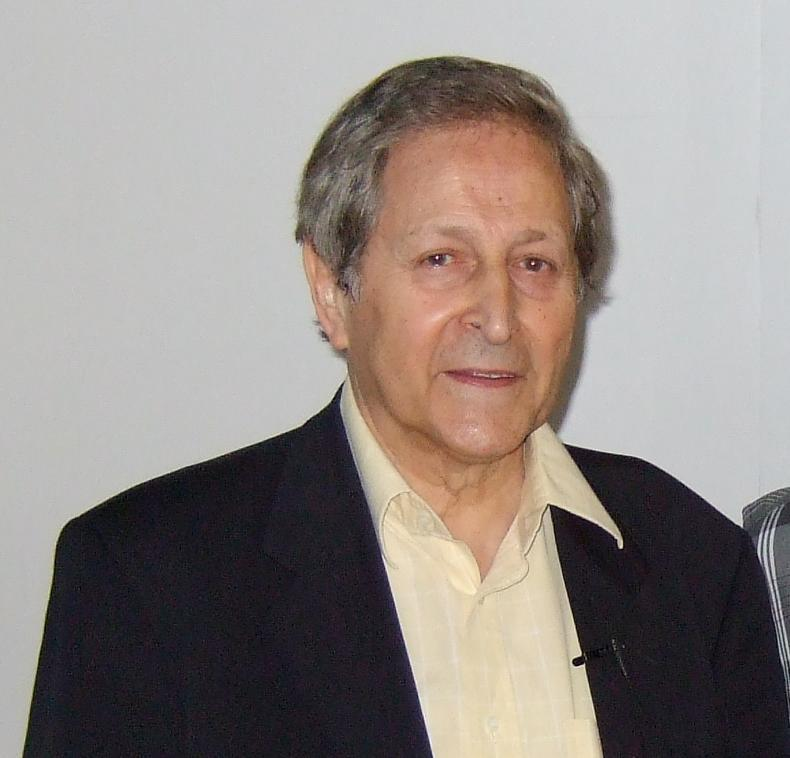
Claude Cohen-Tannoudji (* 1933)

#### Cohi
- Cohill, John Edward (1907–1994), US-amerikanischer römisch-katholischer Ordensgeistlicher, Bischof von Goroka

#### Cohl
- Cohl, Émile (1857–1938), französischer Karikaturist und Trickfilmzeichner
- Cohl, Mélanie (* 1982), belgische Sängerin

#### Cohn
- Cohn Lackman, Susan (* 1948), US-amerikanische Komponistin, Librettistin und Musikpädagogin
- Cohn, Adolphe (1851–1930), US-amerikanischer Romanist und Literaturwissenschaftler
- Cohn, Al (1925–1988), US-amerikanischer Jazzsaxophonist
- Cohn, Albert (1827–1905), deutscher Buchhändler, Antiquar und Shakespeare-Forscher
- Cohn, Alexander (1876–1951), deutscher Kammergerichtsrat, Fachautor und Überlebender des Holocaust
- Cohn, Alfons Fedor (1878–1933), deutscher Journalist, Schriftsteller und Staatsbeamter
- Cohn, Alfred (1880–1951), US-amerikanischer Drehbuchautor
- Cohn, Alfred (1890–1965), deutsch-amerikanischer Dermatologe
- Cohn, Alfred E. (1879–1957), US-amerikanischer Kardiologe
- Cohn, Andrei (* 1972), rumänischer Filmregisseur und Drehbuchautor
- Cohn, Art (1909–1958), US-amerikanischer Sportjournalist, Drehbuchautor und Schriftsteller
- Cohn, Arthur (1862–1926), deutscher Rabbiner
- Cohn, Arthur (* 1927), Schweizer FilmproduzentArthur Cohn (* 1927)

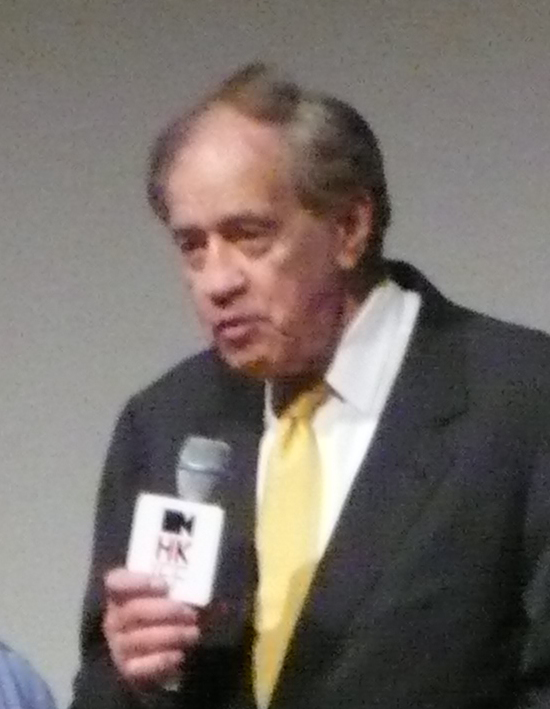
Arthur Cohn (* 1927)

- Cohn, Bernard (1835–1889), deutschamerikanischer Politiker
- Cohn, Bernhard (1841–1901), deutscher Mediziner, Zionist und Vorsitzender des Steglitzer Synagogenvereins
- Cohn, Bernhard N. (1923–1992), deutsch-US-amerikanischer Rabbiner und Autor
- Cohn, Carl (1857–1931), deutscher Kaufmann, Politiker (DDP), MdHB und Hamburger Senator
- Cohn, Chaim (1911–2002), israelischer Politiker (parteilos)
- Cohn, Conrad (1901–1942), deutscher Jurist, jüdischer Verbandsfunktionär, Opfer des Holocaust
- Cohn, Daniel (1881–1965), deutscher Jurist und Reichsgerichtsrat
- Cohn, Dorrit (1924–2012), österreichisch-amerikanische Literaturwissenschaftlerin
- Cohn, Edwin J. (1892–1953), US-amerikanischer Biochemiker
- Cohn, Emil (1832–1905), deutscher Verleger
- Cohn, Emil (1854–1944), deutscher Physiker und Hochschullehrer
- Cohn, Emil Bernhard (1881–1948), deutscher Rabbiner, Zionist, Schriftsteller und Bühnenautor
- Cohn, Erich (* 1884), deutscher Schachspieler
- Cohn, Ernst (1902–1979), deutscher Jurist
- Cohn, Ernst Joseph (1904–1976), deutsch-britischer Jurist und jüdischer Emigrant
- Cohn, Esther (1926–1944), deutsche Zeitzeugin und Opfer des Holocaust
- Cohn, Ethan (* 1979), US-amerikanischer Schauspieler
- Cohn, Falk (1833–1901), deutscher Rabbiner
- Cohn, Ferdinand Julius (1828–1898), deutscher Botaniker und Bakteriologe
- Cohn, Friedrich Theodor (1864–1936), Verleger in Berlin
- Cohn, Fritz (1866–1922), deutscher Astronom
- Cohn, Gary (* 1960), US-amerikanischer Investmentbanker, CEO von Goldman SachsGary Cohn (* 1960)

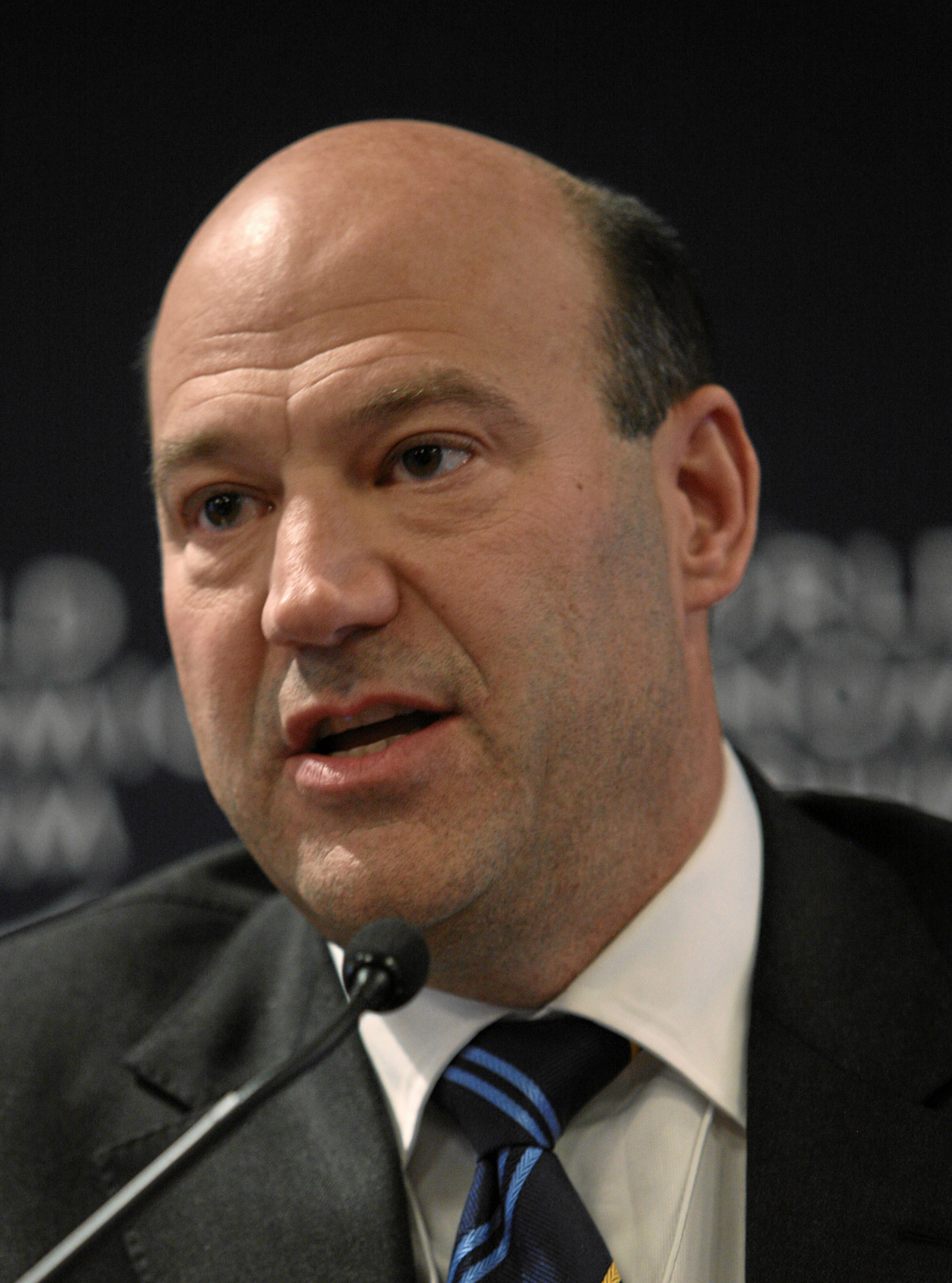
Gary Cohn (* 1960)

- Cohn, Georg (1845–1918), deutscher Rechtswissenschaftler
- Cohn, Georg (1865–1945), deutscher Romanist und Privatgelehrter jüdischer Herkunft
- Cohn, Gertrud (* 1876), deutsches NS-Opfer
- Cohn, Gustav (1840–1919), deutscher Nationalökonom
- Cohn, Gustav (1881–1943), deutscher Rabbiner
- Cohn, Hans (1897–1964), deutscher Schachstudienkomponist, Sportjournalist und Schachspieler
- Cohn, Harry (1891–1958), US-amerikanischer FilmproduzentHarry Cohn (1891–1958)

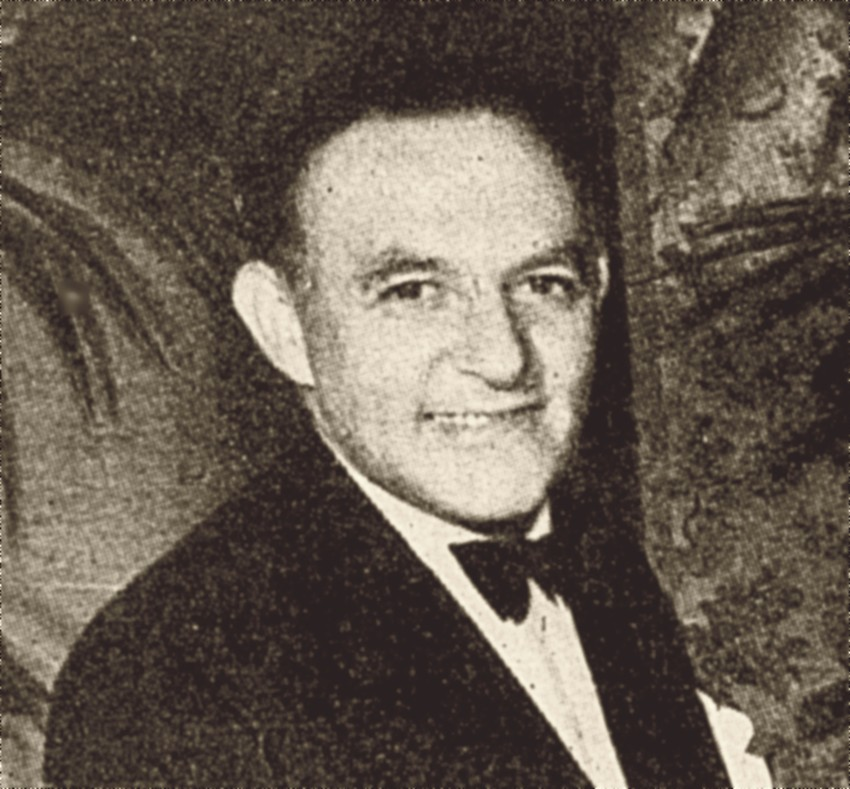
Harry Cohn (1891–1958)

- Cohn, Harvey (1884–1965), US-amerikanischer Mittel- und Langstreckenläufer
- Cohn, Harvey (1923–2014), US-amerikanischer Mathematiker
- Cohn, Heather Paige (* 1990), US-amerikanische Schauspielerin
- Cohn, Heinrich (1889–1966), deutscher Rabbiner
- Cohn, Hermann (1838–1906), deutscher Mediziner und Ophthalmologe
- Cohn, Hermann (1869–1933), deutscher Jurist und Politiker (FVp, FVP, DDP)
- Cohn, Irving (1898–1961), US-amerikanischer Songwriter
- Cohn, Itzig Hirsch (1777–1863), deutsch-jüdischer Bankier
- Cohn, James (1928–2021), US-amerikanischer Komponist
- Cohn, Jared, US-amerikanischer Filmregisseur, Filmproduzent, Schauspieler, Drehbuchautor und Kameramann
- Cohn, Jefferson Davis (1881–1951), britischer Unternehmer, Rennstallbesitzer und Pferdezüchter
- Cohn, Joe (* 1956), US-amerikanischer Jazz-Gitarrist
- Cohn, Jonas (1869–1947), deutscher Philosoph und Pädagoge und Hochschullehrer
- Cohn, Julia (* 1888), Opfer des Holocaust
- Cohn, Julian (* 1991), deutscher Filmeditor und VFX-Editor
- Cohn, Julius (1878–1940), deutscher Rabbiner
- Cohn, Konrad (1866–1938), deutscher Schulzahnarzt
- Cohn, Kurt (1899–1987), deutscher Richter und LDPD-Funktionär
- Cohn, Lassar (1858–1922), deutscher Chemiker, Hochschullehrer und Fachbuchautor
- Cohn, Lawrence (1932–2023), US-amerikanischer Musikproduzent, Blues-Sammler und Autor
- Cohn, Leopold (1856–1915), deutsch-jüdischer Altphilologe und Bibliothekar
- Cohn, Levi (1836–1915), deutscher Handschuhfabrikant
- Cohn, Lothar (1908–1944), deutscher Widerstandskämpfer gegen den Nationalsozialismus
- Cohn, Lotte (1893–1983), israelische ArchitektinLotte Cohn (1893–1983)

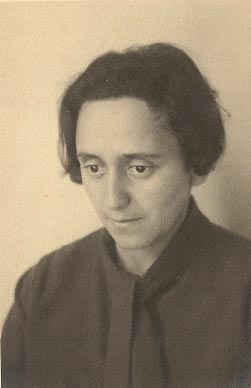
Lotte Cohn (1893–1983)

- Cohn, Louis (1852–1927), deutscher Politiker, Verleger, Publizist und Sozialdemokrat
- Cohn, Ludwig (1873–1935), deutscher Zoologe und Forschungsreisender in Neuguinea
- Cohn, Ludwig (1877–1962), deutscher Blindenpädagoge, Verbandsfunktionär und Publizist
- Cohn, Ludwig Adolf (1834–1871), deutscher Historiker und Hochschullehrer
- Cohn, Marc (* 1959), US-amerikanischer Singer-SongwriterMarc Cohn (* 1959)

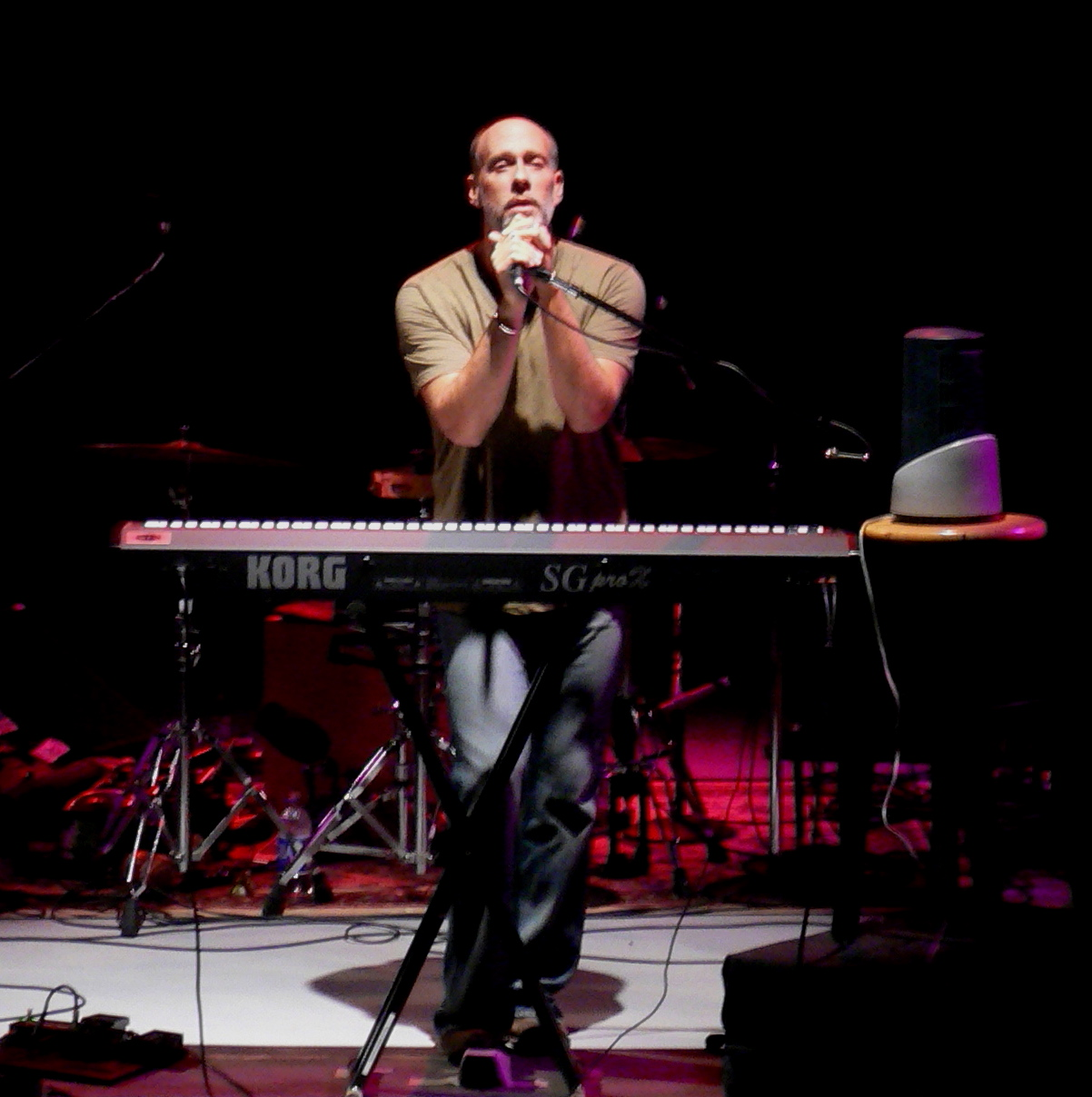
Marc Cohn (* 1959)

- Cohn, Marianne (1922–1944), deutsche Fürsorgerin, Opfer des NS-Regimes
- Cohn, Marie (1872–1938), deutsche Schriftstellerin und Drehbuchautorin
- Cohn, Marthe (1920–2025), französische Autorin und Spionin
- Cohn, Martin (* 1966), deutscher Kommunalpolitiker (SPD)
- Cohn, Melvin (1922–2018), US-amerikanischer Immunologe
- Cohn, Meyer (1851–1942), deutscher Rechtsanwalt und Notar
- Cohn, Michael, US-amerikanischer Filmregisseur und Drehbuchautor
- Cohn, Mildred (1913–2009), US-amerikanische Biochemikerin und Biophysikerin
- Cohn, Mindy (* 1966), US-amerikanische Schauspielerin
- Cohn, Moritz von (1812–1900), deutscher Privatbankier jüdischer Abstammung
- Cohn, Nik (* 1946), britisch-amerikanischer Rockjournalist und Reiseliterat
- Cohn, Norbert (1904–1989), deutsch-amerikanischer Jazz-Musiker
- Cohn, Norman (1915–2007), britischer Historiker und Schriftsteller
- Cohn, Norman (* 1946), US-amerikanisch-kanadischer Filmproduzent und Kameramann
- Cohn, Oskar (1869–1934), deutscher Politiker (SPD, USPD), MdR
- Cohn, Paul, deutscher Fußballspieler
- Cohn, Paul (1924–2006), britischer Mathematiker
- Cohn, Richard (1878–1959), deutscher Rechtsanwalt und Notar, Vorsitzender des jüdischen Frontkämpferbundes
- Cohn, Robert (1920–1996), US-amerikanischer Filmproduzent
- Cohn, Roy (1927–1986), US-amerikanischer Staats- und RechtsanwaltRoy Cohn (1927–1986)

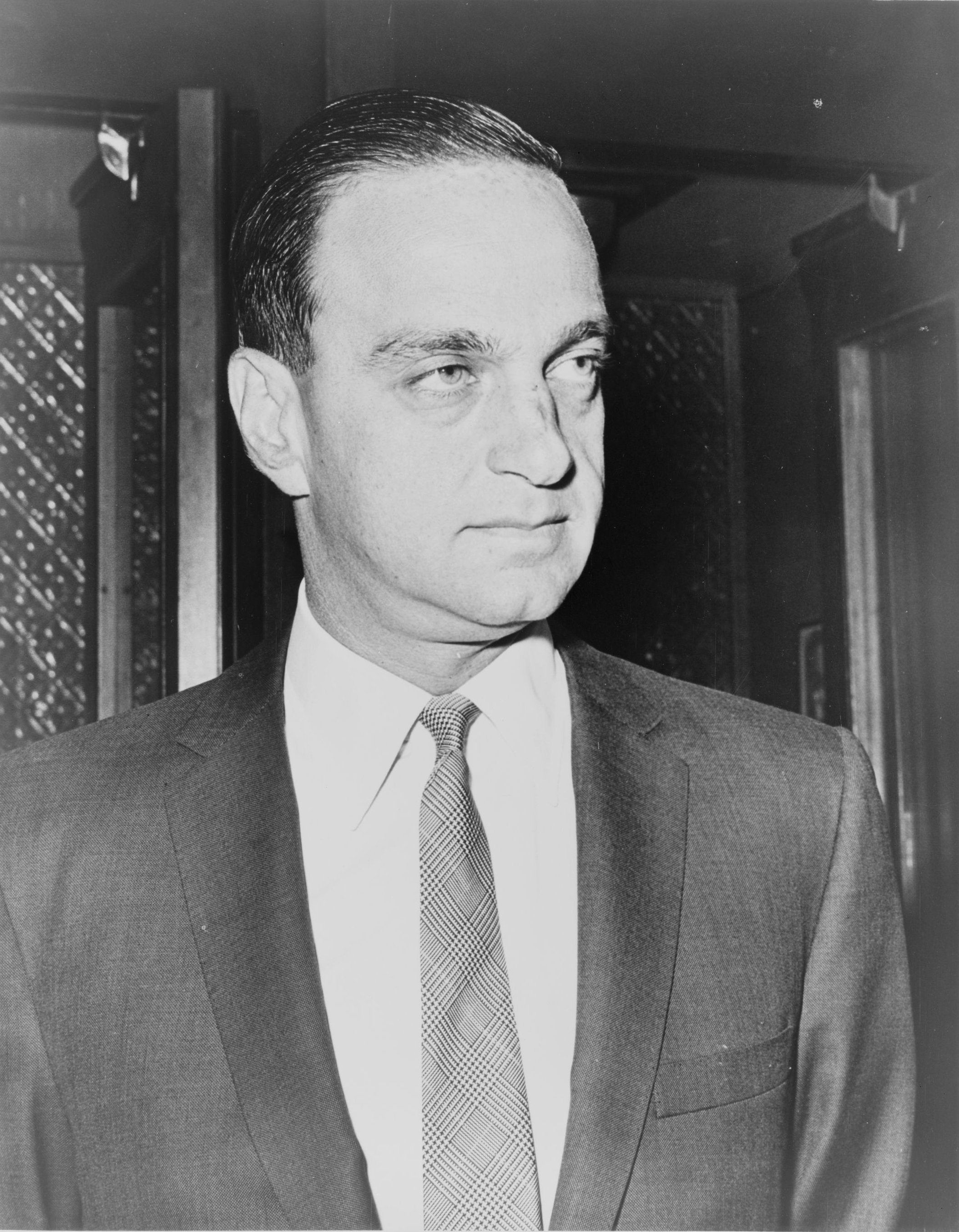
Roy Cohn (1927–1986)

- Cohn, Rudolf (1862–1938), deutscher Pharmakologe und Professor
- Cohn, Ruth (1912–2010), deutsche Psychoanalytikerin, Begründerin der Themenzentrierten Interaktion
- Cohn, Salomon (1822–1902), deutscher Rabbiner
- Cohn, Siegbert (1884–1942), Verleger in Berlin
- Cohn, Sigmund (1898–1997), deutschamerikanischer Rechtswissenschaftler
- Cohn, Sonny (1925–2006), US-amerikanischer Jazz-Trompeter
- Cohn, Steve, US-amerikanischer Jazzmusiker (Piano, weitere Instrumente)
- Cohn, Svenja (* 1978), deutsche Fußballspielerin
- Cohn, Toby (1866–1929), deutscher Neurologe und Psychiater
- Cohn, Werner (1905–1960), deutscher Kunsthistoriker
- Cohn, Werner (1926–2018), kanadischer Soziologe
- Cohn, Wilhelm (1828–1891), Fabrikant in Charlottenburg und Mitglied des Preußischen Abgeordnetenhauses
- Cohn, Wilhelm (1859–1913), deutscher Schachspieler
- Cohn, William (1866–1943), deutscher Politiker (DDP)
- Cohn, William (1880–1961), deutsch-britischer Kunsthistoriker und Sinologe
- Cohn, William († 2022), deutscher Sprecher, Schauspieler und Sänger
- Cohn, Willy (1888–1941), deutscher Historiker und Lehrer
- Cohn, Zinky (1908–1952), amerikanischer Jazzmusiker (Piano, Komposition)
- Cohn-Armitage, Norman (1907–1972), US-amerikanischer Säbelfechter
- Cohn-Bendit, Daniel (* 1945), deutsch-französischer Publizist und Politiker (Bündnis 90/Die Grünen), MdEPDaniel Cohn-Bendit (* 1945)

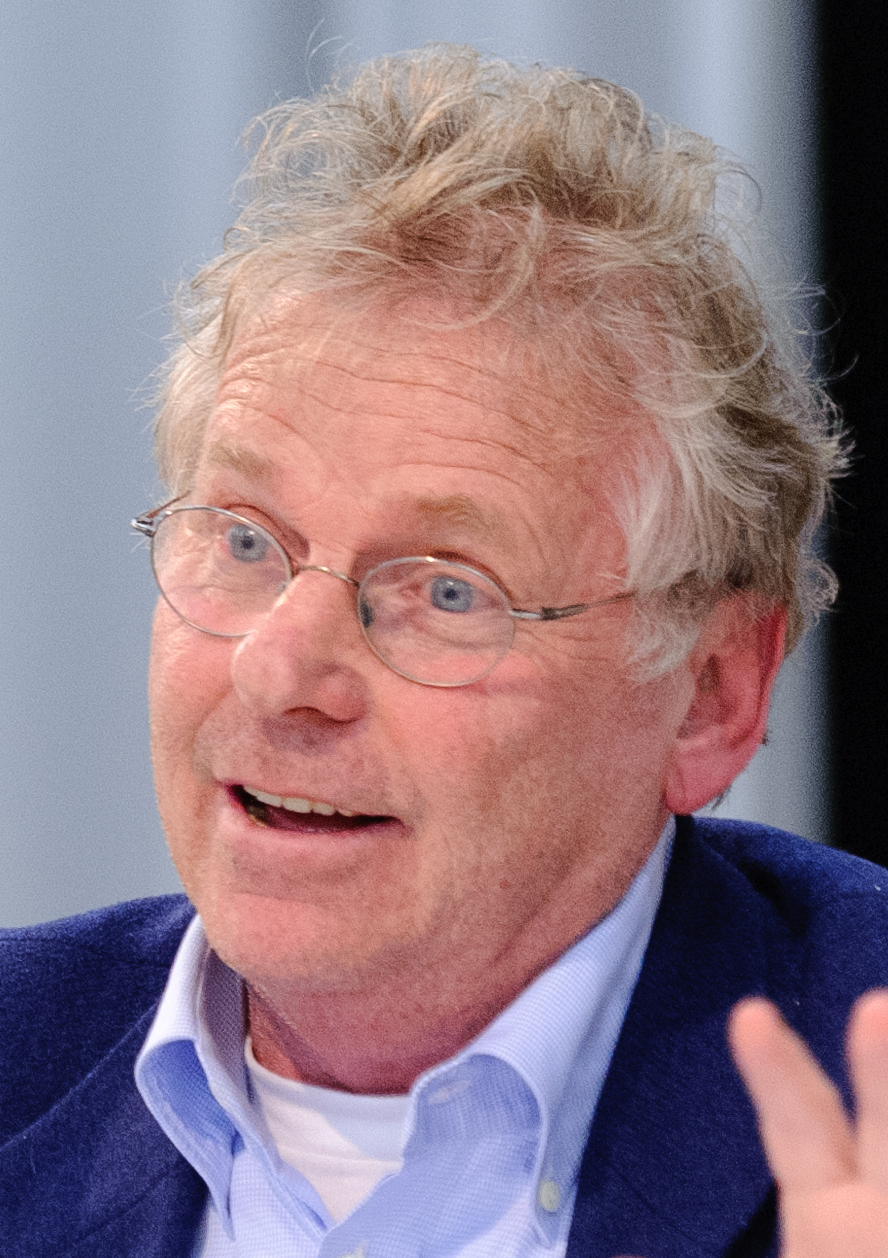
Daniel Cohn-Bendit (* 1945)

- Cohn-Bendit, Erich (1902–1959), deutscher Rechtsanwalt
- Cohn-Bendit, Gabriel (1936–2021), französischer Reformpädagoge
- Cohn-Bendit, Herta (1907–1963), deutsche Juristin
- Cohn-Brandt, Donna (1951–2014), US-amerikanisch-deutsche Schauspielerin
- Cohn-Haft, Mario (* 1961), US-amerikanischer Ornithologe
- Cohn-Oppenheim, Julie von (1839–1903), deutsche Wohltäterin in Dessau
- Cohn-Richter, Setta (1891–1943), deutsche Kinderbuchautorin
- Cohn-Vossen, Richard (* 1934), deutscher Regisseur und Drehbuchautor
- Cohn-Vossen, Stefan (1902–1936), deutscher Mathematiker
- Cohn-Wiener, Ernst (1882–1941), deutscher Kunsthistoriker, Veröffentlichungen zu islamischer, jüdischer und asiatischer Kunst
- Cohnen, Carl (1887–1976), deutscher Landschafts- und Porträtmaler der Düsseldorfer Schule und der Rheinischen Sezession
- Cohnen, Elfriede (1901–1979), deutsche Juristin und Ärztin
- Cohnen, Stefan (* 1982), niederländischer Radrennfahrer
- Cohnheim, Julius Friedrich (1839–1884), deutscher Pathologe
- Cohnheim, Max (1826–1896), deutscher Revolutionär, deutschamerikanischer Schriftsteller und Publizist sowie Aktivist
- Cohnheim, Richard (1843–1901), deutscher Manager, Unternehmer und Politiker, MdHB
- Cohnstaedt, Ludwig (1847–1934), deutscher Journalist und Redakteur

#### Coho
- Cohoon, Hannah (1788–1864), US-amerikanische Malerin der Shaker-Bewegung
- Cohors-Fresenborg, Elmar (* 1945), deutscher Mathematiker und Hochschullehrer

#### Cohr
- Cohran, Phil (1927–2017), US-amerikanischer Jazzmusiker
- Cohrs, Alfred (1911–1974), deutscher Politiker (FDP), MdL
- Cohrs, Benjamin-Gunnar (1965–2023), deutscher Dirigent, Kulturjournalist, Musiker, Musikforscher und Publizist
- Cohrs, Cai (* 2009), deutscher Schauspieler
- Cohrs, Eberhard (1921–1999), deutscher Komiker und Schauspieler
- Cohrs, Heino (1923–2010), deutscher Schauspieler
- Cohrs, Heinrich (1850–1914), deutscher Landschaftsmaler
- Cohrs, Heinz (* 1896), deutscher politischer Funktionär und SS-Führer
- Cohrs, Klaus-Dieter (* 1960), deutscher Soldat
- Cohrs, Lars (* 1967), deutscher HörfunkmoderatorLars Cohrs (* 1967)

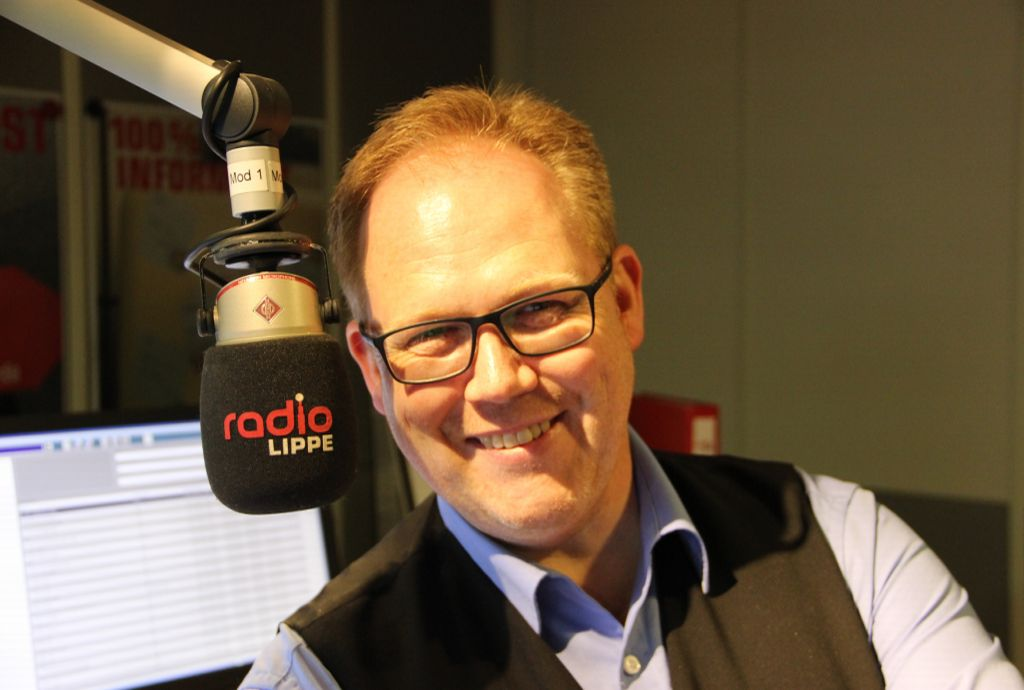
Lars Cohrs (* 1967)

- Cohrs, Michael (* 1956), amerikanischer Bankmanager
- Cohrs, Paul (1897–1977), deutscher Tierarzt und Hochschullehrer in Leipzig und Hannover
- Cohrs, Peter Georg (1894–1952), deutscher Politiker (DP), MdL
- Cohrs, Udo, deutscher Kanute
- Cohrssen, Hans (1905–1997), deutsch-amerikanischer Volkswirt

#### Coht
- Coht, Johann Christoph (1760–1821), deutscher Kaufmann und Ratsherr der Hansestadt Lübeck

#### Cohu
- Cohu, Lucy (* 1968), britische Schauspielerin

### Coi
- Coi, Dennis († 1987), kanadischer Eiskunstläufer
- Coia, Jack (1898–1981), britischer Architekt und Hochschullehrer
- Coicaud, René (1927–2000), französischer Florettfechter
- Coidavid, Marie-Louise (1778–1851), Königin von Nord-Haiti (1811–1820)
- Coiedius Maximus, Titus, römischer Ritter (Kaiserzeit)
- Coiffait, Henri (1907–1989), französischer Koleopterologe
- Coiffard, Michel (1892–1918), französischer Jagdflieger im Ersten Weltkrieg
- Coifman, Ronald (* 1941), israelisch-US-amerikanischer Mathematiker
- Coignard, James (1925–2008), französischer Maler und Graphiker
- Coignet, Edmond (1856–1915), französischer Bauingenieur
- Coignet, François (1814–1888), französischer Bautechniker und Bauunternehmer
- Coignet, Gillis († 1599), niederländischer Maler
- Coignet, Jean-Roch (1776–1865), französischer Soldat, Chronist der napoleonischen Kriege
- Coignet, Jules (1798–1860), französischer Landschaftsmaler
- Coignet, Michel (1549–1623), flämischer Instrumentenmacher und Mathematiker
- Coigney, Sunrise (* 1972), französisch-US-amerikanische SchauspielerinSunrise Coigney (* 1972)

Sunrise Coigney (* 1972)

- Coigny, Aimée de (1769–1820), französische Hochadliger und Salonnière
- Coigny, Alexandre (* 1975), Schweizer Unternehmer und Autorennfahrer
- Coigny, François de Franquetot, duc de (1670–1759), Marschall von Frankreich
- Coigny, Henri de Franquetot, duc de (1737–1821), französischer Höfling und General, Marschall von Frankreich
- Coillard, François (1834–1904), französischer Missionar
- Coillie, Dries van (1912–1998), belgischer Missionar und Autor
- Coimbra, André (* 1986), portugiesischer Pokerspieler
- Coimbra, Henrique de († 1532), portugiesischer Ordensgeistlicher und Missionar
- Coimbra, Jorge de († 1569), katholischer Geistlicher
- Coimbra, José André (1900–1968), brasilianischer Geistlicher, römisch-katholischer Bischof von Patos de Minas
- Coimbra, Leonardo (1883–1936), portugiesischer Philosoph, Professor und Politiker
- Coimbra, Miguel (* 1977), französischer Spieleillustrator und Grafiker
- Coimbra, Milton (* 1975), bolivianischer Fußballspieler
- Coimbra, Rene (* 1964), brasilianischer Kommunalpolitiker
- Coin, Christophe (* 1958), französischer Cellist, Gambist und Dirigent
- Coin, Julie (* 1982), französische Tennisspielerin
- Coindre, André (1787–1826), französischer römisch-katholischer Priester und Gründer der Brüdergemeinschaft Frères du Sacré Cœeur
- Coineau, Yves (* 1934), französischer Acarologe
- Coiner, Ryan (* 1979), US-amerikanischer Fußballspieler
- Coing, August (1838–1915), deutscher Jurist und Senatspräsident am Berliner Kammergericht
- Coing, Helmut (1912–2000), deutscher Rechtswissenschaftler
- Coing, Johann Franz (1725–1792), deutscher Theologe und Hochschullehrer
- Cointat, Michel (1921–2013), französischer Politiker und Schriftsteller, Mitglied der Nationalversammlung
- Cointe, Thomas le (1682–1776), deutscher Theologe hugenottischer Abstammung
- Coiro, Eloisa (* 2000), italienische Mittelstreckenläuferin
- Coiro, Rhys (* 1979), US-amerikanischer Schauspieler
- Cois, Sandro (* 1972), italienischer Fußballspieler
- Coislin, Armand du Cambout de (1635–1702), französischer Adeliger, Berufsoffizier, Höfling und Mitglied der Académie française
- Coislin, Henri-Charles du Cambout de (1664–1732), französischer Adeliger, Bischof, Höfling und Mitglied der Académie française
- Coislin, Pierre du Cambout, duc de (1654–1710), französischer Adeliger, Berufsoffizier, Höfling und Mitglied der Académie française
- Coit, John J. (1875–1910), Lokführer
- Coit, Joshua (1758–1798), US-amerikanischer Politiker
- Coit, Margaret (1919–2003), US-amerikanische Journalistin, Historikerin und Autorin
- Coit, Stanton (1857–1944), US-amerikanischer Menschenrechtler
- Coiter, Volcher (1534–1576), niederländischer Arzt, Anatom und Vogelkundler
- Coith, Carl Otto (1823–1908), deutscher Jurist und Geheimer Rat
- Coito, Fabián (* 1967), uruguayischer Fußballspieler
- Coixet, Isabel (* 1960), spanische Filmregisseurin und DrehbuchautorinIsabel Coixet (* 1960)

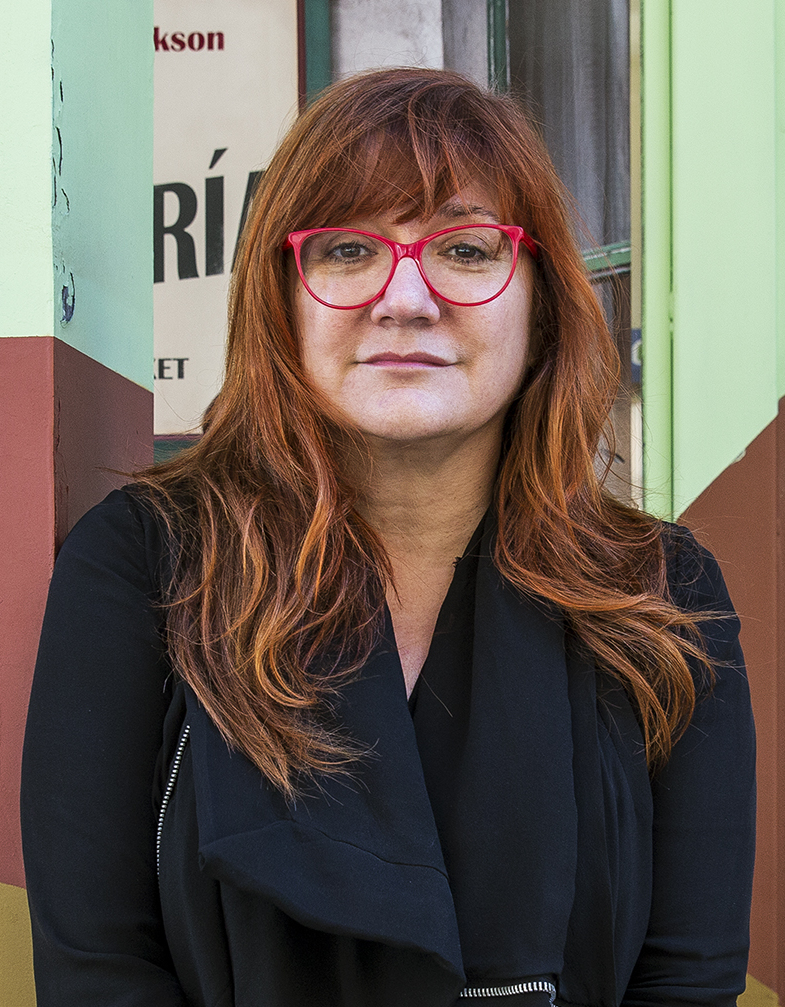
Isabel Coixet (* 1960)

### Coj
- Cojanu, Miruna, rumänische Malerin
- Cojean, Annick (* 1957), französische Journalistin und Fernsehmoderatorin
- Cojean, Grégory (* 1977), französischer Handballtrainer und -funktionär
- Cojenelu, Adrian (* 1990), rumänischer Biathlet
- Cojocar, Lazăr Constantin (* 1970), rumänischer Handballspieler und -trainer
- Cojocar, Sabina (* 1985), rumänische Kunstturnerin
- Cojocaru, Alina (* 1981), rumänische BalletttänzerinAlina Cojocaru (* 1981)

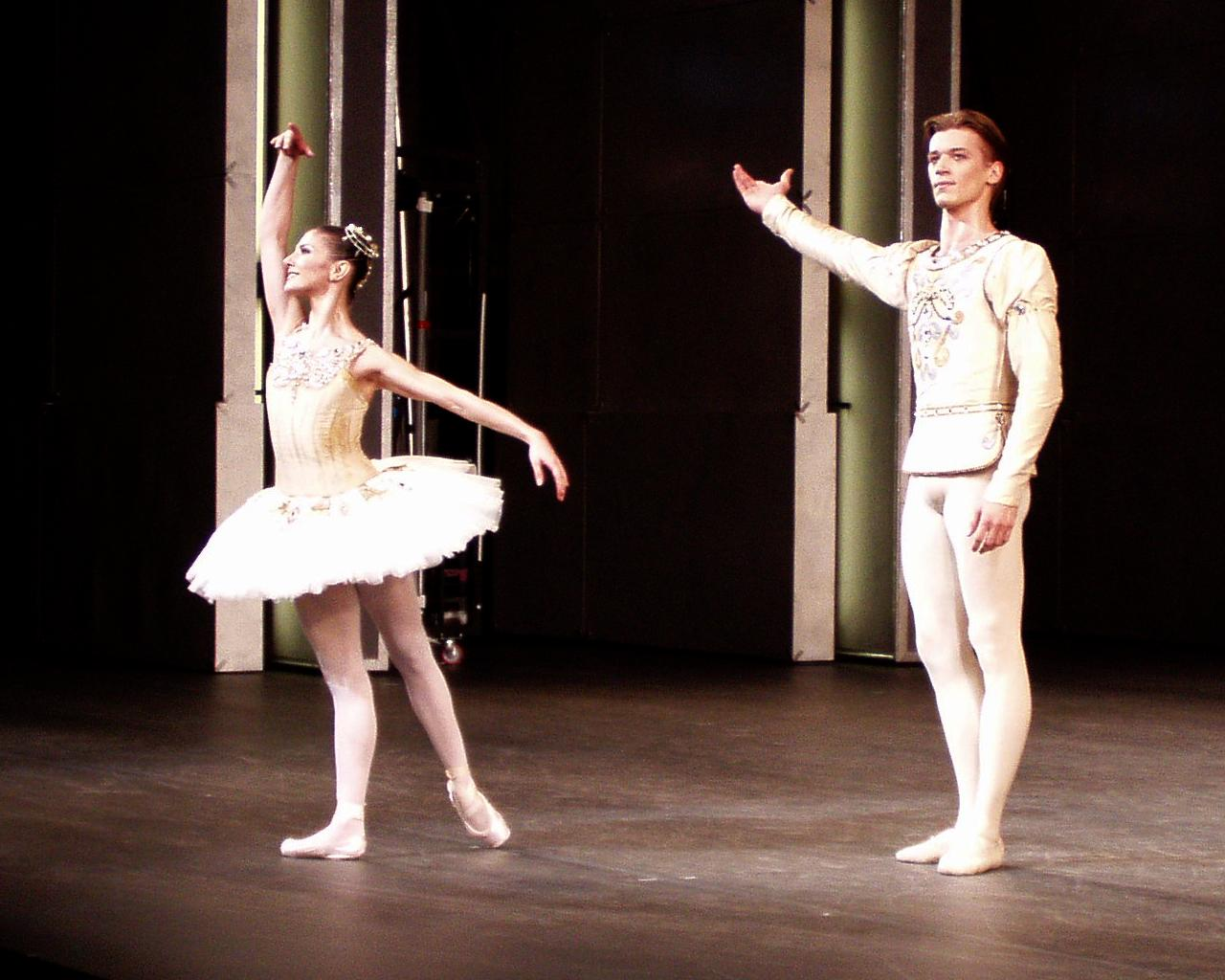
Alina Cojocaru (* 1981)

- Cojocaru, Cristieana (* 1962), rumänische Hürdenläuferin
- Cojocaru, Dora (* 1963), rumänische Komponistin
- Cojocaru, Eugen (* 1965), rumänischer Schriftsteller und Journalist
- Cojocaru, Mara-Daria (* 1980), deutsche Lyrikerin und Philosophin
- Cojocaru, Valentin (* 1995), rumänischer Fußballtorhüter
- Cojocea, Dana (* 1981), rumänische Biathletin
- Cojuangco, Mark (* 1957), philippinischer Politiker und Unternehmer
- Cojuangco-Jaworski, Mikaela (* 1974), philippinische Schauspielerin, Moderatorin und Springreiterin
- Cojuhari, Olesea (* 1990), moldauische Leichtathletin

### Cok
- Çokay, Nevin (1930–2012), türkische Malerin
- Cokayne, George Edward (1825–1911), britischer Heraldiker und Genealoge
- Çokçalış, İsmail (* 2000), türkischer Fußballspieler
- Coke (* 1987), spanischer Fußballspieler
- Coke La Rock (* 1955), US-amerikanischer Rapper
- Coke, Alex (* 1953), amerikanischer Jazzmusiker (Tenorsaxophon, Querflöten)
- Coke, Candice, US-amerikanische Schauspielerin und Drehbuchautorin
- Coke, Christopher (* 1969), jamaikanischer DrogenhändlerChristopher Coke (* 1969)

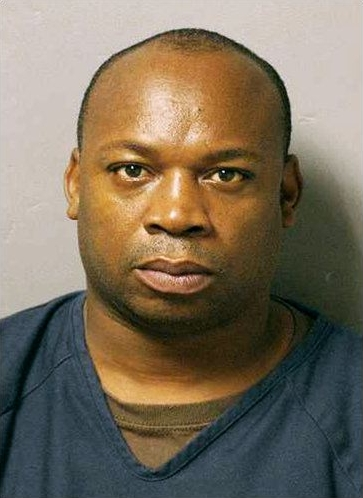
Christopher Coke (* 1969)

- Coke, Edward (1552–1634), englischer Richter und Politiker
- Coke, Edward, 7. Earl of Leicester (1936–2015), britischer Peer und Politiker
- Coke, Frank Van Deren (1921–2004), US-amerikanischer Fotograf
- Coke, Mary (1727–1811), britische Adlige und Tagebuchschreiberin
- Coke, Paston (* 1971), jamaikanischer Sprinter
- Coke, Richard (1829–1897), US-amerikanischer Jurist und Politiker
- Coke, Richard junior (1790–1851), US-amerikanischer Politiker
- Coke, Roger Sacheverell (1912–1972), britischer Komponist und Pianist
- Coke, Thomas (1747–1814), methodistischer Geistlicher, Missionar und Bischof
- Coke, Thomas William, 1. Earl of Leicester (1754–1842), britischer Politiker und Agrarreformer
- Coke, Thomas, 1. Earl of Leicester (1697–1759), englischer Großgrundbesitzer, Mäzen und Politiker
- Coke, Thomas, 2. Earl of Leicester (1822–1909), britischer Peer
- Coke, Wenman (1828–1907), britischer Militär und Politiker
- Coke-Hamilton, Pamela, jamaikanische Diplomatin und Handelsexpertin
- Cokeliss, Harley (* 1945), US-amerikanischer Regisseur, Drehbuchautor und Produzent
- Coker, Dolo (1927–1983), US-amerikanischer Pianist des Modern Jazz
- Coker, Erin, US-amerikanische Schauspielerin, Synchronsprecherin und Filmschaffende
- Coker, Folorunsho (* 1965), nigerianischer Geschäftsmann und Politiker
- Coker, Francis W. (1878–1963), US-amerikanischer Politikwissenschaftler und Hochschullehrer
- Coker, Gareth, britischer Komponist
- Coker, Henry (1914–1979), US-amerikanischer Jazzposaunist
- Coker, Jack (1929–2016), US-amerikanischer Jazzpianist und Musikpädagoge
- Coker, Jerry (1932–2024), US-amerikanischer Jazzmusiker, Autor und Hochschullehrer
- Coker, Pressly, US-amerikanischer Schauspieler
- Coker, Robert Ervin (1876–1967), US-amerikanischer Zoologe
- Coker, Trevor (1949–1981), neuseeländischer Ruderer und Olympiateilnehmer
- Cokes, Curtis (1937–2020), US-amerikanischer Boxer
- Cokes, Ray (* 1958), britischer Radio- und FernsehmoderatorRay Cokes (* 1958)

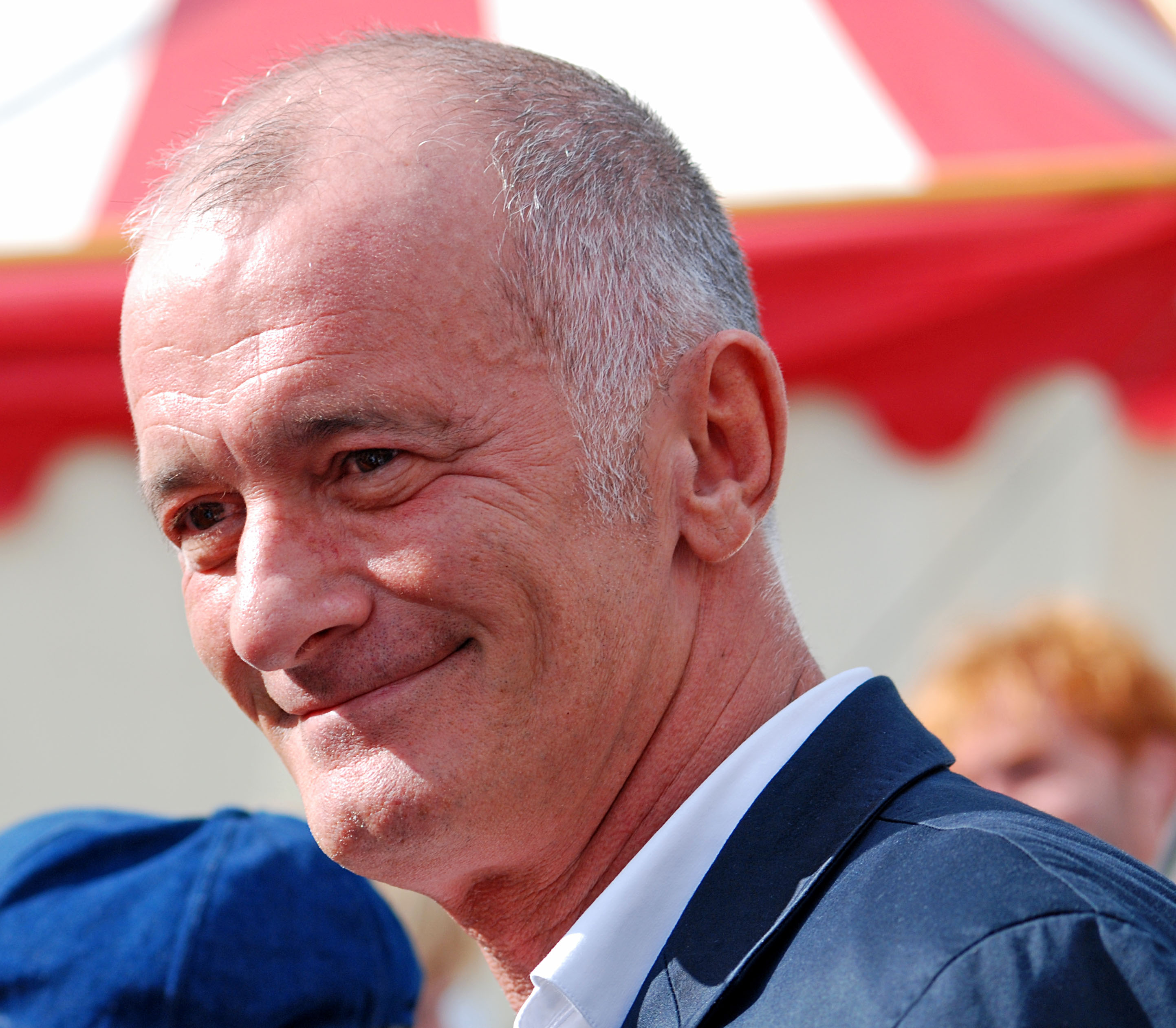
Ray Cokes (* 1958)

- Çokgenç, Yağmur (* 1999), türkische Schauspielerin
- Çokgezen, Serhat (* 1984), deutscher Schauspieler
- Cokić, Jovan (1927–2004), jugoslawischer Fußballspieler
- Cokinos, Dean (* 1968), US-amerikanischer American-Football-Trainer
- Çokkeser, Fethi (* 1959), türkischer Fußballspieler
- Čokl, Martin (1907–2014), jugoslawischer Forstwissenschaftler
- Čokljat, Velimir (* 1958), kroatischer Schauspieler
- Çoklu, Murat Naci (* 1974), türkischer Karambolagespieler
- Çökmüş, Ferhat (* 1985), schweizerisch-türkischer Fußballspieler
- Coko (* 1973), amerikanische Pop- und R & B-Sängerin
- Çokşeker, Şeref (1937–2004), türkische Schauspielerin